# Nuremberg
Ne doit pas être confondu avec Norembergue.
Pour les articles homonymes, voir Nuremberg (homonymie).
 (décembre 2024).
Si vous disposez d'ouvrages ou d'articles de référence ou si vous connaissez des sites web de qualité traitant du thème abordé ici, merci de compléter l'article en donnant les références utiles à sa vérifiabilité et en les liant à la section « Notes et références ».
Nuremberg (prononcé : /nyʁɛ̃bɛʁ/ ; en allemand : Nürnberg, /ˈnʏɐ̯nbɛɐ̯k/ ) est une ville de Bavière, en Allemagne. Avec 542 544 habitants en octobre 2022, c'est la deuxième ville de Bavière après Munich. Elle est le centre économique du district de Moyenne-Franconie et l'un des principaux centres industriels d'Allemagne du Sud. 
La médiévalité de nombreux monuments, malgré sa modernité sur les plans économique, industriel et technologique, en fait une métropole culturelle majeure d'Allemagne.

## Géographie
La rivière Pegnitz sépare la vieille ville en deux quartiers, celui de Sebald et celui de Lorenz, nommés d'après les deux principales églises de Nuremberg.

## Histoire
| Appartenances historiques Burgraviat de Nuremberg 1105–1219 Saint-Empire (Ville libre) 1219–1806 Royaume de Bavière 1806–1871 Empire allemand 1871-1918 République de Weimar 1918–1933 Reich allemand 1933–1945 Allemagne occupée 1945–1949 Allemagne de l'Ouest 1949–1990 Allemagne 1990-présent |

### Origines de Nuremberg
Le premier document mentionnant la ville de Nuremberg, connu sous le nom de Norenberc est dû à l’empereur Henri III (1017-1056). Il date du 16 juillet 1050 et a été rédigé à l’occasion de l’affranchissement d’une femme de basse condition nommée Sigena qu'un noble nommé Richolf souhaitait prendre en mariage ; l'empereur lui aurait rendu sa liberté à cette occasion. L'acte d'affranchissement se termine par les mots : Actum Nórenberc [fait à Nüremberg]. Feliciter Amen).
Si le terme de berg atteste bien de l'existence d'une montagne, la signification de la première partie du nom n'est pas claire. Plusieurs hypothèses ont été soulevées, comme celle qui ferait intervenir le Moyen haut-allemand nuor qui signifie la « falaise », mais aucune ne s'est réellement imposée. Dans l'état actuel des connaissances, Nuremberg semble être une création politico-militaire de l’empereur Henri III (1039-1056) servant au ravitaillement de ses armées lors de ses campagnes contre le duc de Bohême, la ville occupant à l'époque une position centrale entre les évêchés de Bamberg, Wurtzbourg, Eichstätt.

### Moyen Âge
Les premières constructions de la forteresse remontent à 1050. La ville s'étend alors autour de la falaise sur laquelle le château est construit. Ce dernier est agrandi de 1140 à 1180 sous le règne de Frédéric Barberousse. En 1191, le comte Frédéric III de Hohenzollern devient par alliance le burgrave Frédéric Ier de Nuremberg.
Nuremberg fait ainsi rapidement partie des villes impériales préférées et en 1219, le futur empereur Frédéric II remet à Nuremberg, qui n’était encore qu'une ville royale sans autonomie, sa fameuse Große Freiheitsbrief (grande lettre de liberté). C’est en 1256 qu’il est fait pour la première fois mention d’un conseil à Nuremberg qui entre, la même année, dans la ligue des Villes Rhénanes. En 1273, le comté des Hohenzollern devient héréditaire. En 1332, l'empereur Louis le Bavarois confirme la liberté douanière des habitants de Nuremberg. Il séjournera 74 fois dans la ville.
En 1348-1349 éclate une grande révolte des artisans. Les patriciens remportent la contre-révolution. 1349 restera une année tristement célèbre. L'empereur Charles IV autorise la destruction du quartier juif pour édifier une grande place du marché : plus de 560 habitants sont assassinés.
En 1356 se déroule une étape majeure dans l'histoire de Nuremberg : Charles IV signe la loi impériale de la Bulle d'Or. Désormais, les 7 princes-électeurs élisent le nouveau roi qui doit tenir son premier Reichstag à Nuremberg. Charles IV séjournera plus de 50 fois dans sa ville préférée. Vers 1400, le dernier rempart est enfin achevé. Quant à l'élargissement des fossés, il ne sera terminé qu'en 1452.
En 1420, Christoph Laiminger, mandataire des ducs de Bavière, donne l'ordre d'incendier le château des Burgraves. En 1424, l’importance de la ville est à nouveau renforcée lorsque l’empereur Sigismond décide que Nuremberg sera à jamais le lieu de garde des fabuleux joyaux de la couronne impériale. Ces derniers y resteront jusqu'en 1796.

### Renaissance

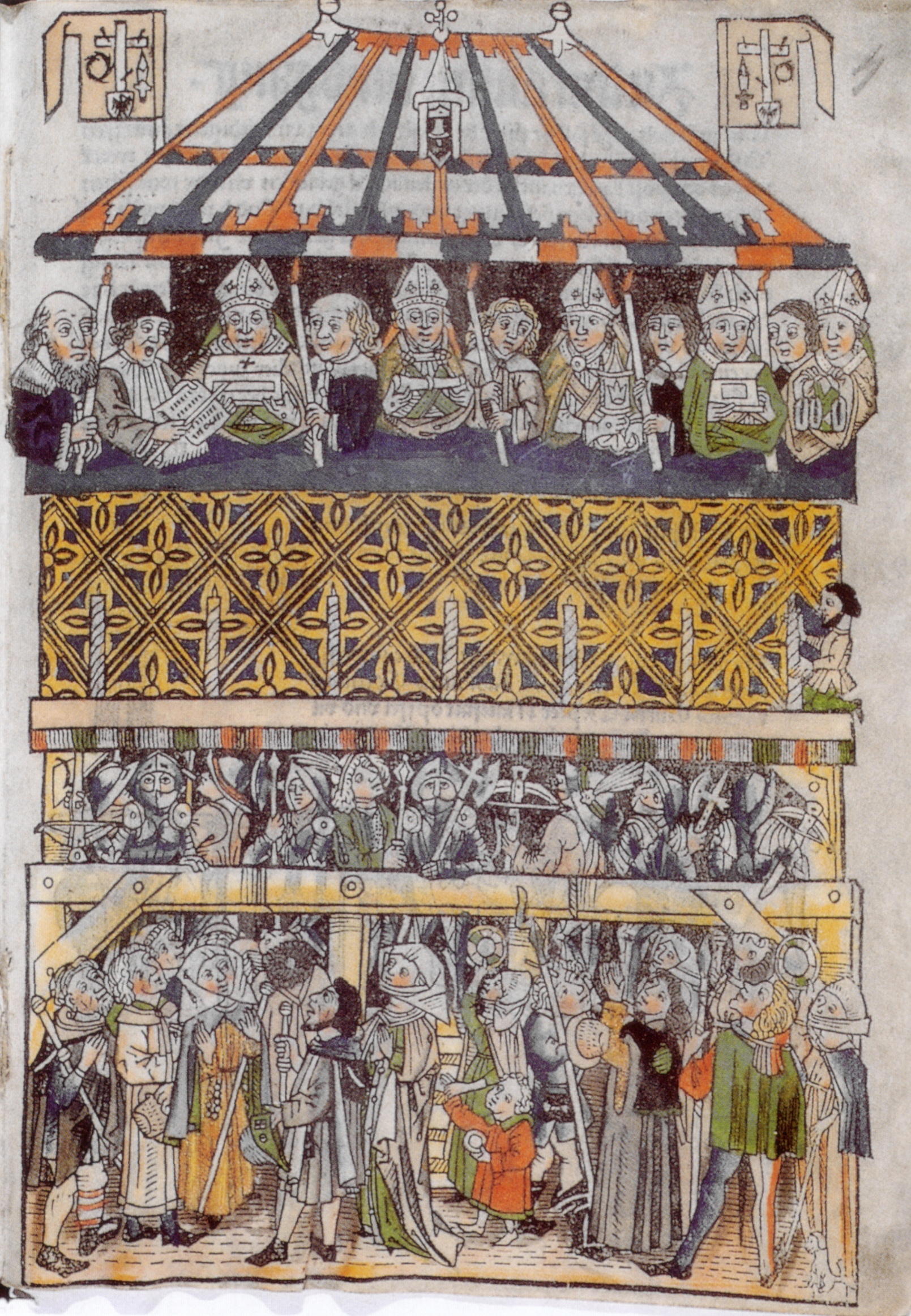
Monstration des régalia à Nuremberg (bois gravé de 1487).

Après l'exécution de Jan Hus sur le bûcher, à Constance en 1415, les hussites cherchent à s'emparer des regalia impériales, alors conservées au château fort de Karlstein. Conscient du danger, le roi Sigismond décide de mettre son trésor en lieu sûr : Nuremberg étant alors le plus sûr appui de l'empereur, c’est tout naturellement qu'il choisit la capitale de Franconie pour conserver les joyaux de la couronne. À cette fin, il octroie à la ville, le 29 septembre 1423, le privilège de la conservation de la Couronne de l'Empire. La ville reçoit en outre le privilège de présenter les joyaux chaque année aux citadins, le 14e jour suivant le Vendredi saint, lors d'une cérémonie de monstration (Heiltumsweisungen). Enfin, Nuremberg bénéficie du droit de tenir une foire de deux semaines, commençant le jour de la présentation des joyaux de la couronne impériale.
Cet acte inaugure un âge d'or pour la ville : du XVe au XVIe siècle, Nuremberg s'impose comme une vraie cité artistique et même comme le berceau de l’humanisme allemand. En effet, de grands artistes tels que le peintre Albrecht Dürer, qui se fera connaître comme peintre et graveur de même que Michael Wolgemut, le sculpteur sur bois Veit Stoss et le tailleur de pierre Adam Kraft créent à Nuremberg des œuvres d’une grande notoriété. Hans Sachs et les Meistersinger (maîtres-chanteurs) donnent dès le XIIIe siècle un nouvel essor à la poésie allemande. Ils inspireront à Richard Wagner son opéra de 1868, Die Meistersinger von Nürnberg (Les Maîtres chanteurs de Nuremberg).
Dans les domaines de l'astronomie et de la géographie, c'est à Nuremberg que Martin Behaim réalise vers 1492 le premier globe terrestre parvenu jusqu'à notre époque, toujours conservé au musée historique de la ville. Hartmann Schedel y publie en 1493 la Chronique de Nuremberg et Nicolas Copernic en 1543 De Revolutionibus Orbium Coelestium (De la révolution des sphères célestes).

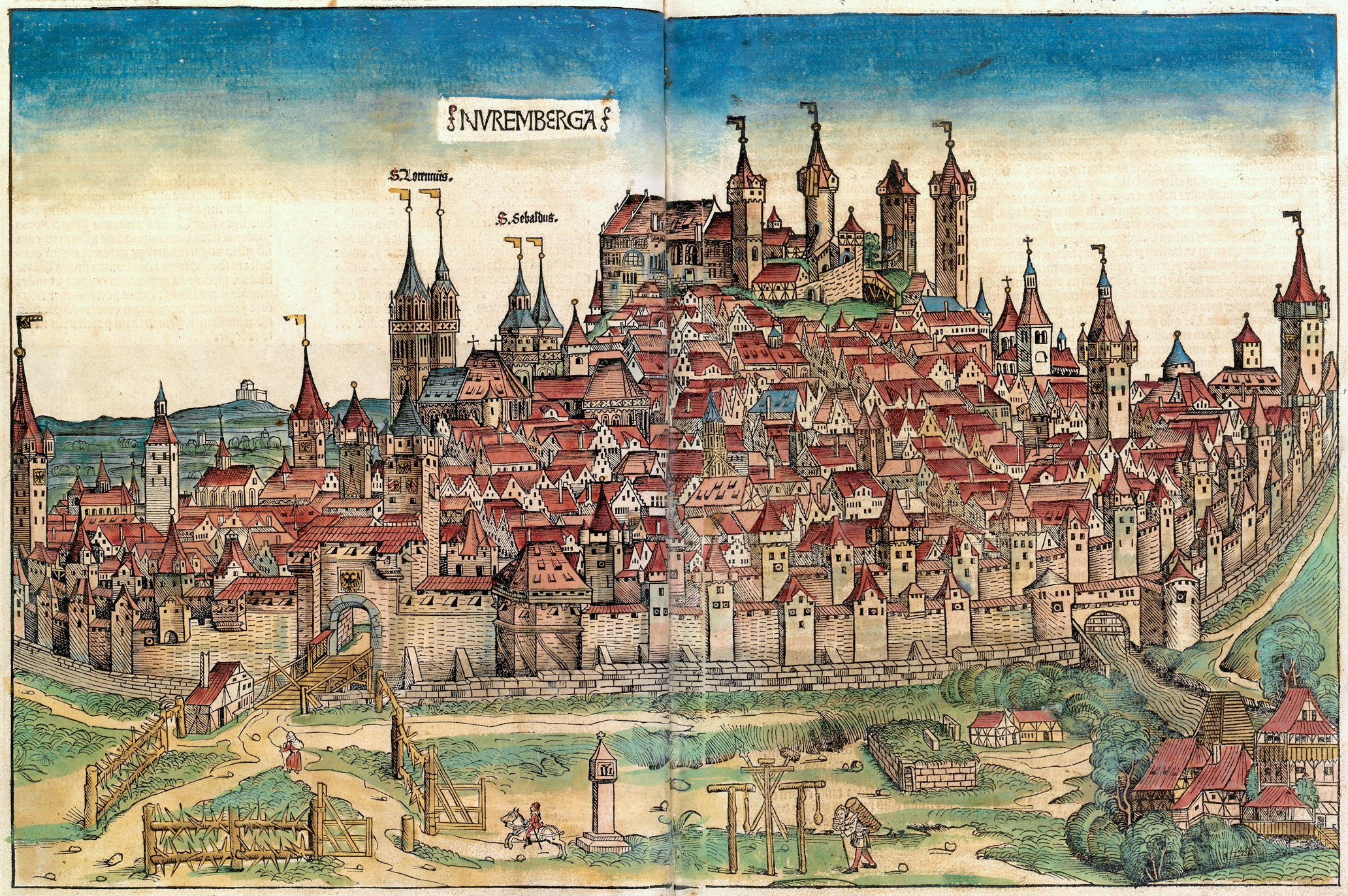
Nuremberg en 1493, par Hartmann Schedel.

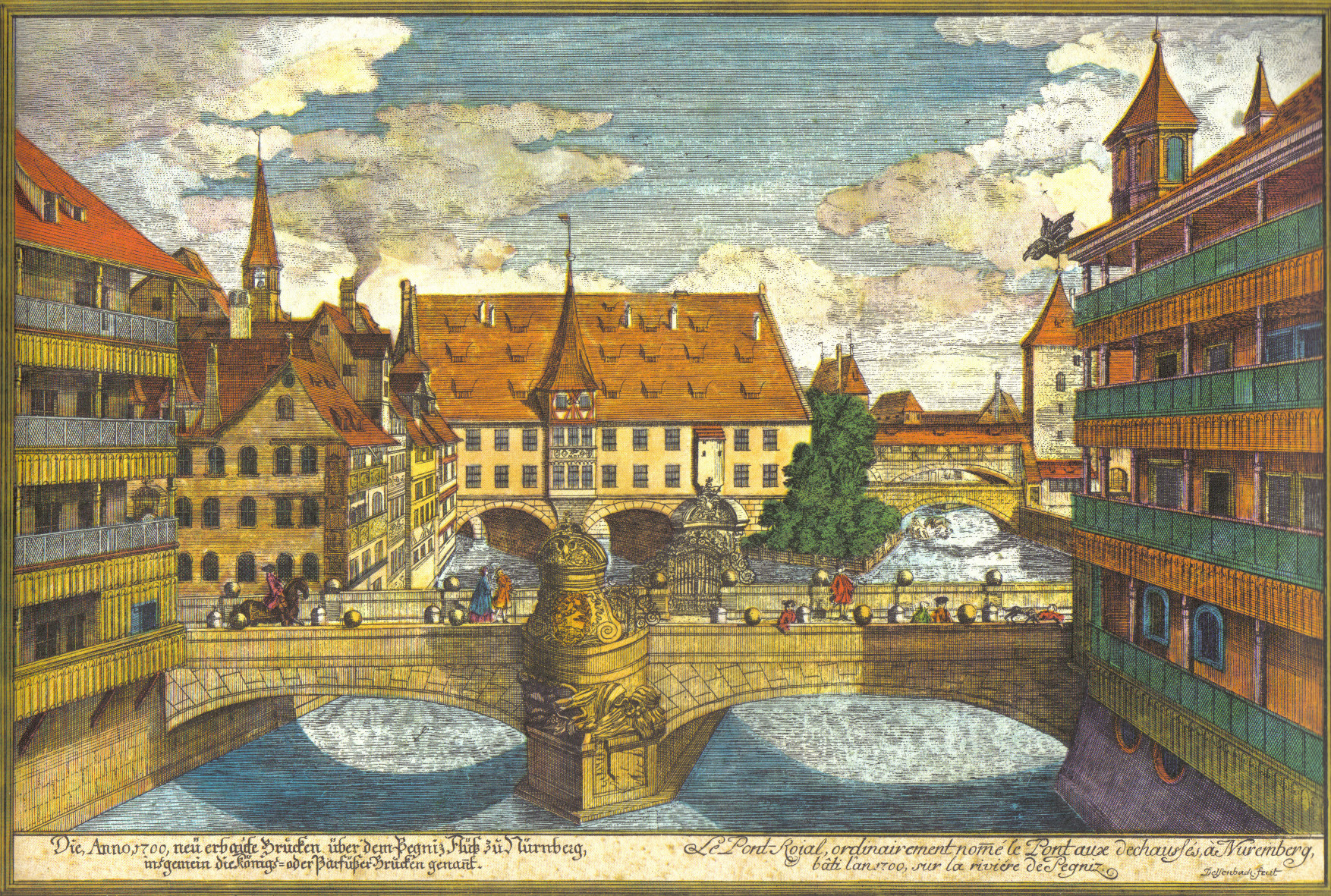
Le Pont Royal, ordinairement nommé Pont aux Dechaussées, construit l’an 1700, sur la rivière de Pegnitz à Nuremberg, gravure sur cuivre du XVIIIe siècle par Johann Adam Delsenbach.

Dans la seconde moitié du XVe siècle, Nuremberg profite tout particulièrement de l'essor économique des villes allemandes. Au siècle suivant, elle accroît très largement son territoire aux dépens des pays du Haut-Palatinat en prenant part, contre Robert du Palatinat, à la guerre de succession de Landshut aux côtés des vainqueurs, le duc Albert IV de Bavière-Munich et l'empereur Maximilien Ier. Nuremberg reçoit en partage six villes et surtout quelques marchés, en plus de nombreuses terres de moindre importance. La disposition de nouveaux monopoles se révèle capitale pour la ville qui, comme Lunebourg, est une cité commerçante importante, au carrefour de grandes voies de communication : la route des Balkans à Anvers par Vienne, celle de Venise à Hambourg par le col du Brenner, celle de la France vers Prague par Strasbourg et enfin celle qui relie la Suisse à la Saxe et à la Pologne.
Au début du XVIe siècle, Nuremberg atteint sa plus grande prospérité. Les marchands de la ville se partagent avec ceux d'Augsbourg, le monopole du plus important comptoir commercial germanique, le Fontego dei Tedeschi à Venise. Leur implantation durable à Venise permet de procéder à d'importants transferts de capitaux grâce au commerce de matières premières provenant des régions nordiques et d'importer en retour, des marchandises venues du monde entier, notamment des épices, de la soie et du coton. Elles constituent, avec la mobilité des étudiants et des humanistes dans les universités de Padoue, de Pavie et de Bologne, une véritable passerelle culturelle entre le monde germanique et le nord de l'Italie.
Cependant, à l'instar de Venise, la découverte du cap de Bonne-Espérance bouleverse les relations commerciales de l’Europe et l’Orient et contribue à la déchéance de la ville face aux ports de l'Atlantique. Les marchands nurembergeois choisissent d’investir dans le Nouveau Monde pour échapper à ce déclin, mais les empereurs ne résident plus dans la ville à partir de 1571.
En 1525, la Réforme protestante est instaurée à Nuremberg. En 1533, une grave épidémie de peste ravage la ville. D'autres vagues de peste ont lieu en 1562 (5 754 morts) et en 1585 (9 186 morts). La ville est touchée au XVIIe siècle par la guerre de Trente Ans, qui provoque une triple épidémie de typhus, de dysenterie et de peste, ainsi qu'une famine. Entre 1632 et 1634, on compte plus de 35 000 victimes. Un charnier est découvert en 2023, près du Sebastianspital et du Johannisfriedhof. Il est daté de la période de peste de 1632-1633 et contient au moins 1 000 squelettes. Ce charnier est considéré comme le plus rempli d'Europe,.
En 1623, l'université de la ville est inaugurée à Altdorf. En 1643, un gigantesque festin, le « Festin de la paix », scelle la fin de la guerre de Trente Ans.

### Époque contemporaine

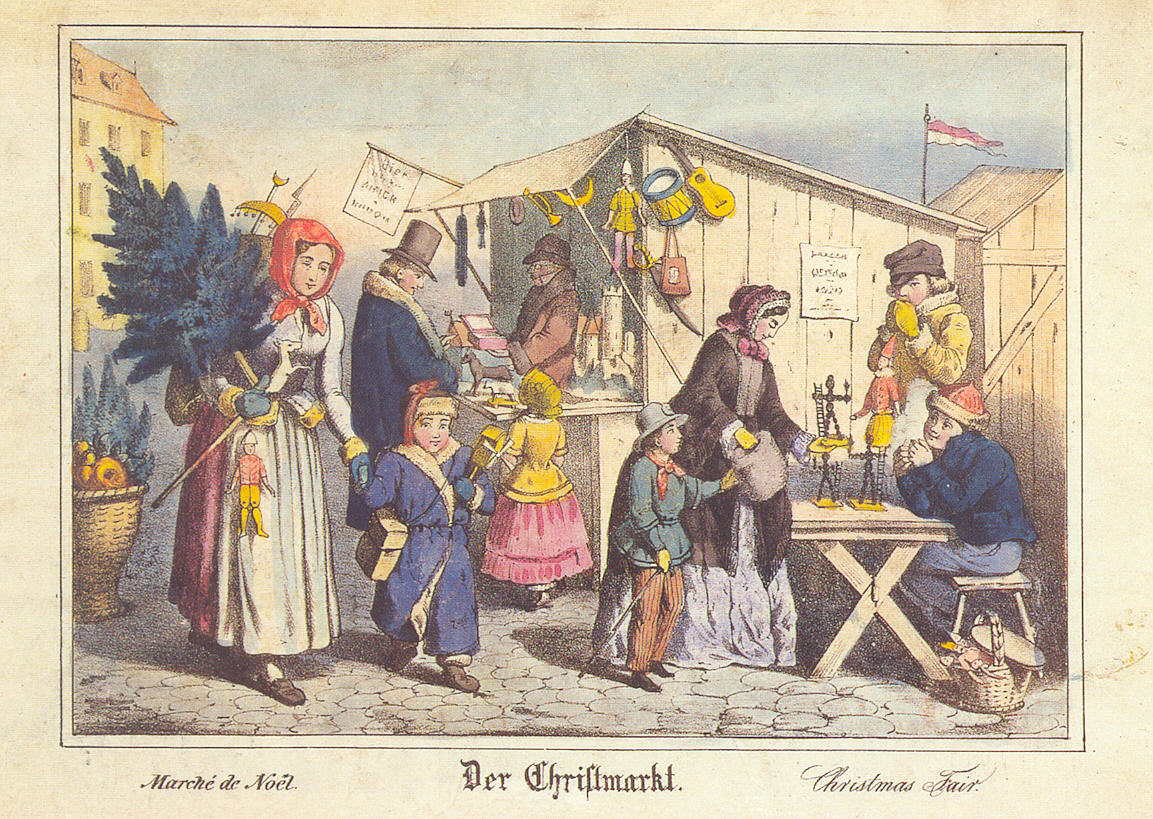
Marché de Noël de la ville au XIXe siècle.

L’arrivée du chemin de fer va faciliter l'industrialisation de Nuremberg. En 1835, la première voie ferrée d'Allemagne est construite, le chemin de fer bavarois Ludwig, qui relie Nuremberg à Fürth.
En 1852, le musée germanique est inauguré. C'est le plus grand musée de la civilisation allemande au monde.
Dès 1933, le régime national-socialiste exploitera le prestigieux passé de l’ancienne ville impériale au profit des gigantesques manifestations et rassemblements destinés à marquer l'opinion publique par leur importance et organisés dans le complexe du Reichsparteitagsgelände (une des réalisations majeures de l'architecte officiel du Troisième Reich Albert Speer), et cela, jusqu’en 1938. Elle obtient le 7 juillet 1936 le titre honorifique nazi de « ville des sessions du parti ». C'est probablement une des raisons qui motivèrent les Alliés, en plus de son importance industrielle, à bombarder massivement la ville, notamment le 2 janvier 1945. Ces bombardements détruisirent presque complètement le centre historique de Nuremberg.

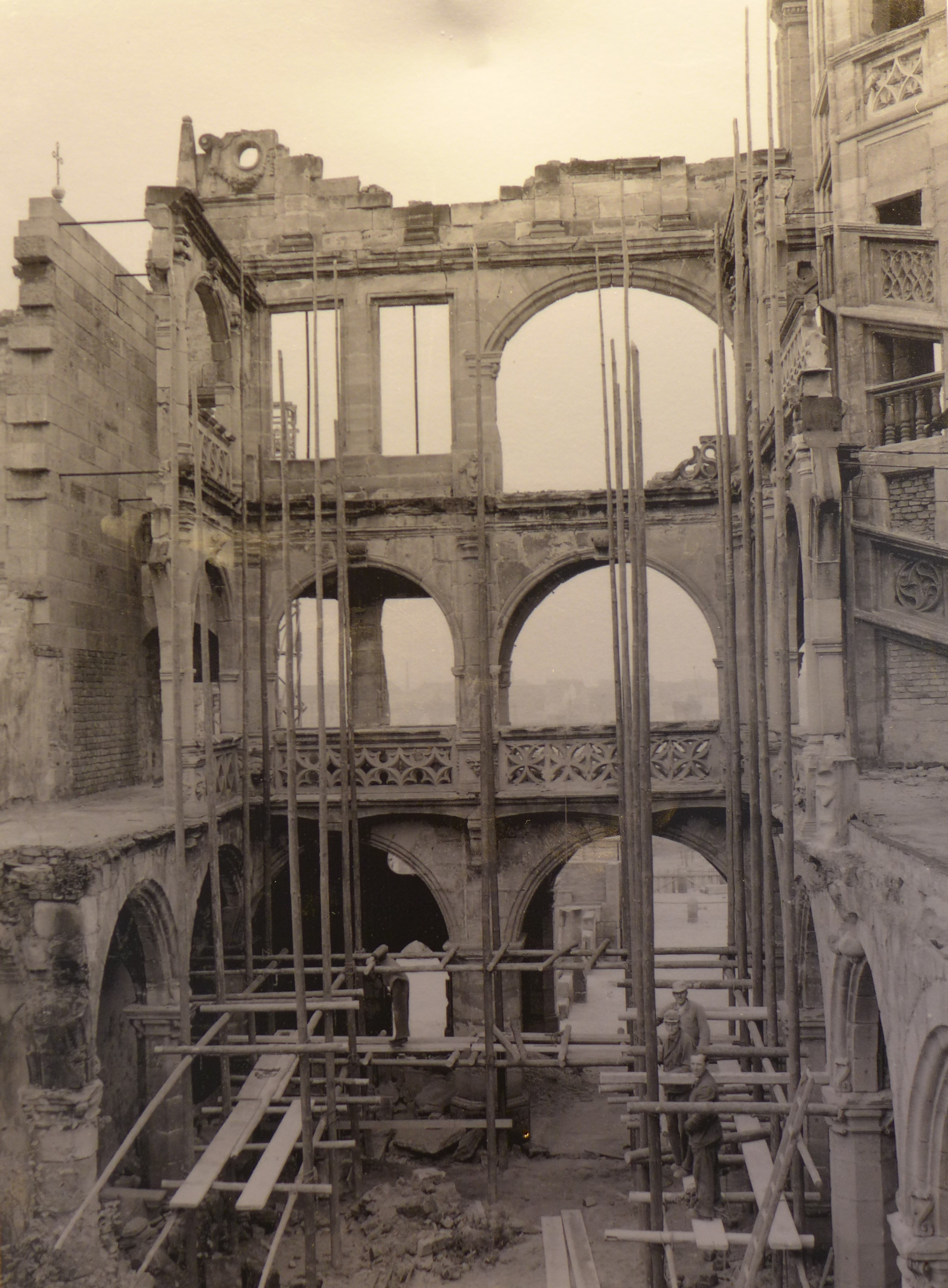
Premiers travaux de reconstruction de la Pellerhaus dans les années 1950 (archives de la ville).

Promue par Hitler « capitale idéologique » du Troisième Reich et ville où furent promulguées en 1935 les lois antisémites, Nuremberg fut choisie par les Alliés pour y juger, devant un tribunal militaire international, 24 hauts responsables et 8 organisations du régime nazi, dont la Gestapo et les SS. Ces hommes étaient accusés de crimes de guerre, de crimes contre la paix et contre l'humanité. C'est dans le palais de justice épargné par les bombes qu'eut lieu le célèbre procès de Nuremberg, entre le 20 novembre 1945 et le 1er octobre 1946.
Dans les années 1950, la reconstruction s'opère lentement. En 1950 se tient la première Foire internationale du Jouet. Aujourd'hui encore, Nuremberg est considérée comme l'une des capitales mondiales du jouet. En 1955 est inauguré l'aéroport à Kraftshofer Forst. En 1961, l'université Friedrich-Alexander d'Erlangen-Nuremberg est fondée. Comptant actuellement plus de 22 000 étudiants, elle est réputée pour ses facultés de sciences, et tout particulièrement de médecine.
Si la majeure partie de la reconstruction est achevée en 1966, la ville continue de changer. Le métro est mis en service en 1972, avec un premier tronçon de 3,7 km. Dans le même temps, le réseau autoroutier qui ceinture l'agglomération est étendu.
En 1995, le Prix international des Droits de l'Homme de Nuremberg est créé. Le premier est remis à Sergej Kowaljow. Ce prix est décerné tous les deux ans à des personnalités qui se sont illustrées dans le domaine de la défense des droits de l'Homme. En 1999, l'Académie de musique (Fachakademie für Musik) devient « École d'enseignement musical supérieur » (Hochschule für Musik Nürnberg-Augsburg).
En 2000, le Nouveau Musée - Musée d'État pour l'Art et le Design est inauguré. Surface moderne et fonctionnelle, il compte parmi les musées d'art du design les plus importants d'Europe.
En 2001 est créé le centre de documentation (Dokumentationszentrum Reichparteitagsgelände) dans une partie du bâtiment en fer-à-cheval du palais des Congrès. L'autre partie est affectée à l'Orchestre symphonique de Nuremberg. Enfin, ultime étape, le théâtre communal devient théâtre national de Nuremberg (Staatstheater Nürnberg).
Aujourd’hui, l’économie de la ville est notamment tournée vers les nouvelles technologies.
Le 10 décembre 2000 à Paris, la ville de Nuremberg s'est vu attribuer le prix Unesco de l'éducation aux droits de l'homme en reconnaissance des initiatives extraordinaires prises pour encourager l'éducation aux droits de l'homme. Face à son histoire nazie, Nuremberg s'est décidée à apporter une contribution active à la paix mondiale ainsi qu'à la défense des droits de l'homme. Tous les deux ans, un Festival cinématographique est consacré aux droits de l'homme.
Nüremberg fut lauréate du Prix de l'Europe de 2007[réf. nécessaire].

## Patrimoine
Nuremberg propose à ses visiteurs un patrimoine architectural exceptionnel :
- Le château de Nuremberg. Résidence royale et impériale durant près de cinq siècles, c'est un complexe médiéval comprenant le Kaiserburg (château impérial), le puits profond, la tour Sinwell, le château des Burgraves et la chapelle Walburgis.
- La maison d'Albrecht Dürer, où le peintre a vu le jour.
- Les ruelles de la ville. Lieu symbolique qui montre l'ampleur des bombardements subis par la ville et permet ainsi de mieux mesurer les efforts de reconstruction entrepris par les habitants de Nuremberg (voir Weißgerbergasse…)
- L'église Saint-Sébald (Sebalduskirche). Elle a été construite au XIIIe siècle et agrandie au XIVe siècle en l'honneur d'un ecclésiastique de Nuremberg canonisé en 1425. Elle abrite le tombeau de saint Sébald, moulage en laiton de 4,74 m de haut, signé Peter Vischer l'aîné.
- L'hôtel de ville de Nuremberg
- La Place du Marché. Immense place créée selon le souhait de Charles IV, empereur, sur un ancien ghetto juif qui s'étendait là jusqu'en 1349. Son démantèlement coûta la vie à 562 de ses 1 500 habitants. Au fond de cette place s'élève La Belle Fontaine, haute de 17,30 m de haut. Elle est ornée d'allégories de l'art, de personnages de la Bible et de figurines de Princes-Électeurs. Toucher l'anneau doré est censé porter bonheur, toucher l'anneau noir attirer le malheur. À l'autre extrémité se dresse l'Église Notre-Dame (Frauenkirche au Hauptmarkt) avec son autel Tucher de 1445.
- L'église Saint-Laurent (Lorenzkirche). Sa construction débuta en 1260. Éternelle rivale de sa sœur, Saint-Sébald, l'Église Saint-Laurent créa les reliques de Saint-Deocarus, autrefois confesseur de Charlemagne. Ces dernières sont abritées dans une châsse d'argent semblable à celle du tombeau de Sébald. Fortement abîmée à la fin de la Seconde Guerre mondiale, elle fut rapidement restaurée grâce à la générosité des fidèles et remise en service dès 1952. Le portail central retrace la vie de Jésus en bas, puis mène vers le Jugement dernier, en haut. On peut y voir les bienheureux à droite et les damnés à gauche. La rose mesure 10,28 m de diamètre extérieur, de 5,90 m de diamètre intérieur. La façade ouest de l'église gothique est ornée d'une magnifique rosace, qui couronne le tympan du portail retraçant la vie de Jésus. L'imposant chœur en « halle » fut ajouté au XVe siècle. Dans la nef, on peut admirer deux magnifiques œuvres d'art : le Crucifix de la poutre de gloire mais surtout le Salut de l'Ange et dans le chœur une sculpture sur bois de Veit Stoss : l'annonciation faite à Marie par l'archange Gabriel.
- L'église Notre-Dame (Frauenkirche). Cette église gothique se dresse à l'emplacement d'une synagogue détruite ; don de Charles IV, elle fut reconstruite de 1350 à 1358.
- Le Palais de justice de Nuremberg, lieu du célèbre Procès de Nuremberg.
- Les fortifications, terminées au milieu du XVe siècle, sont restées pratiquement intactes dont les soixante-sept tours de défense qui subsistent.
- L'Hôpital du Saint Esprit et les rives de la rivière Pegnitz.
- Les bains publics de Nuremberg.

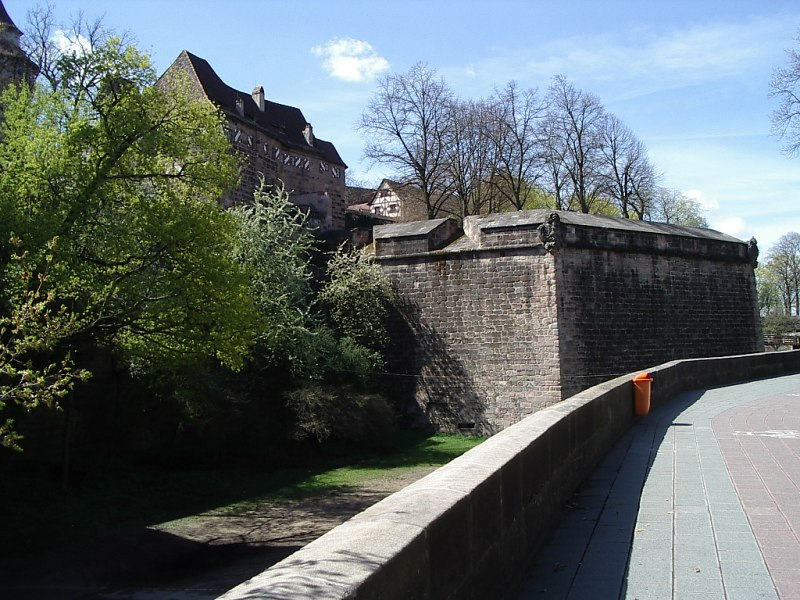
Mur d'enceinte nord
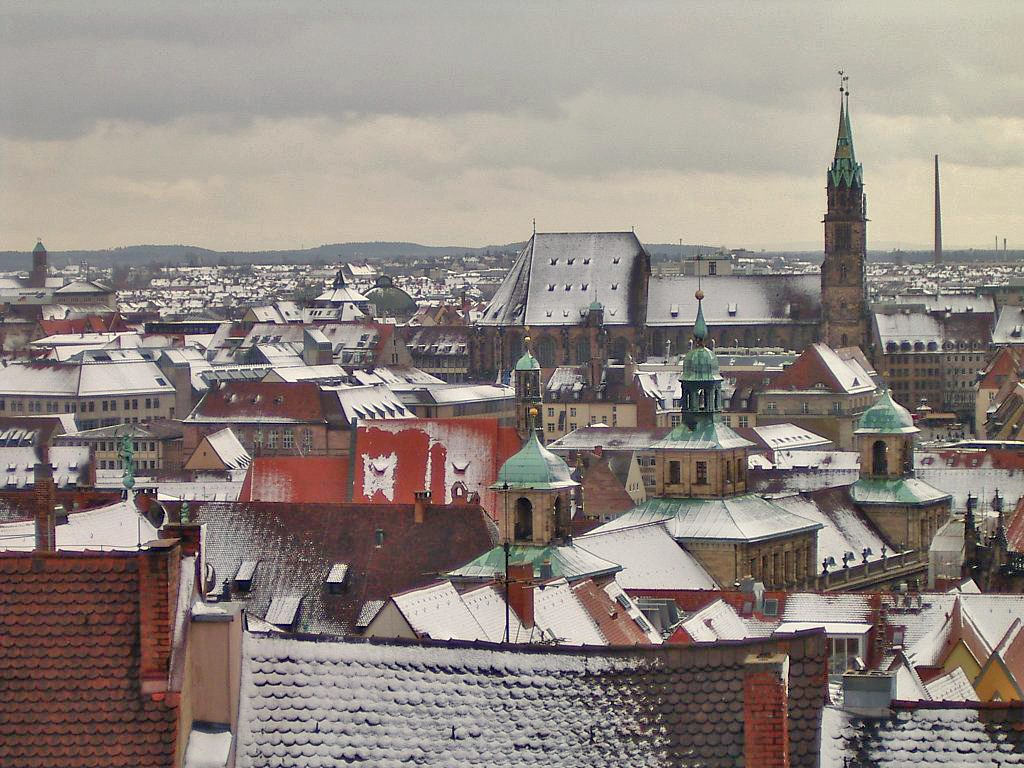
Vue depuis le château, 2004
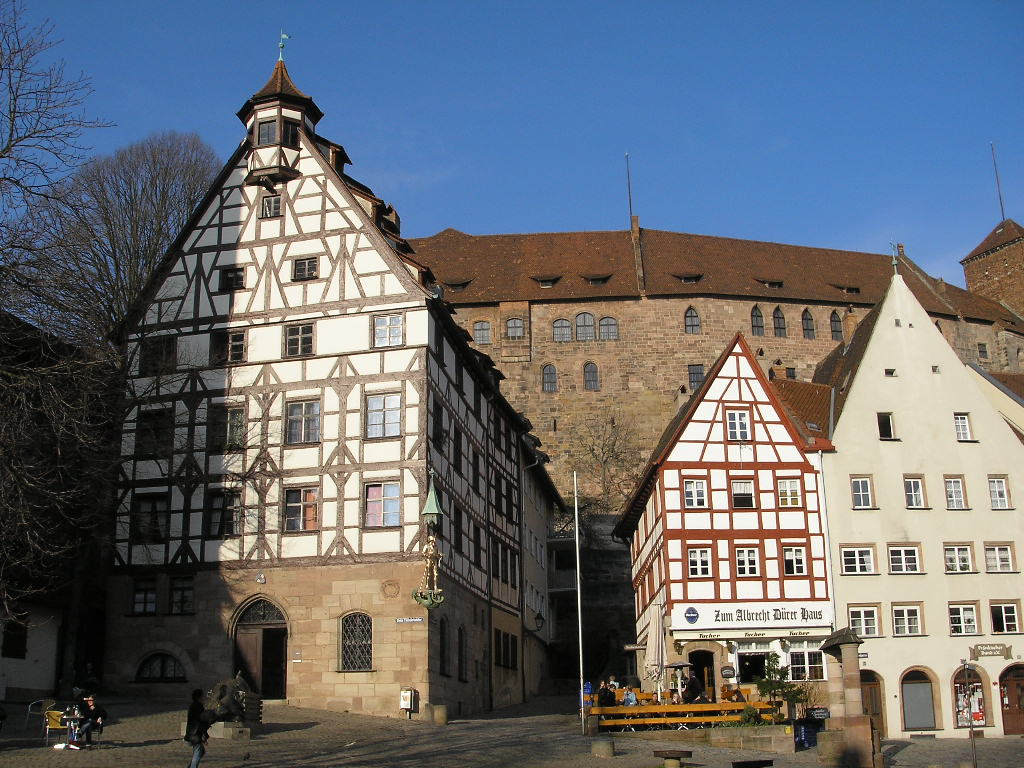
Place de la Tiergärtnertor, avec la Pilatushaus à g.
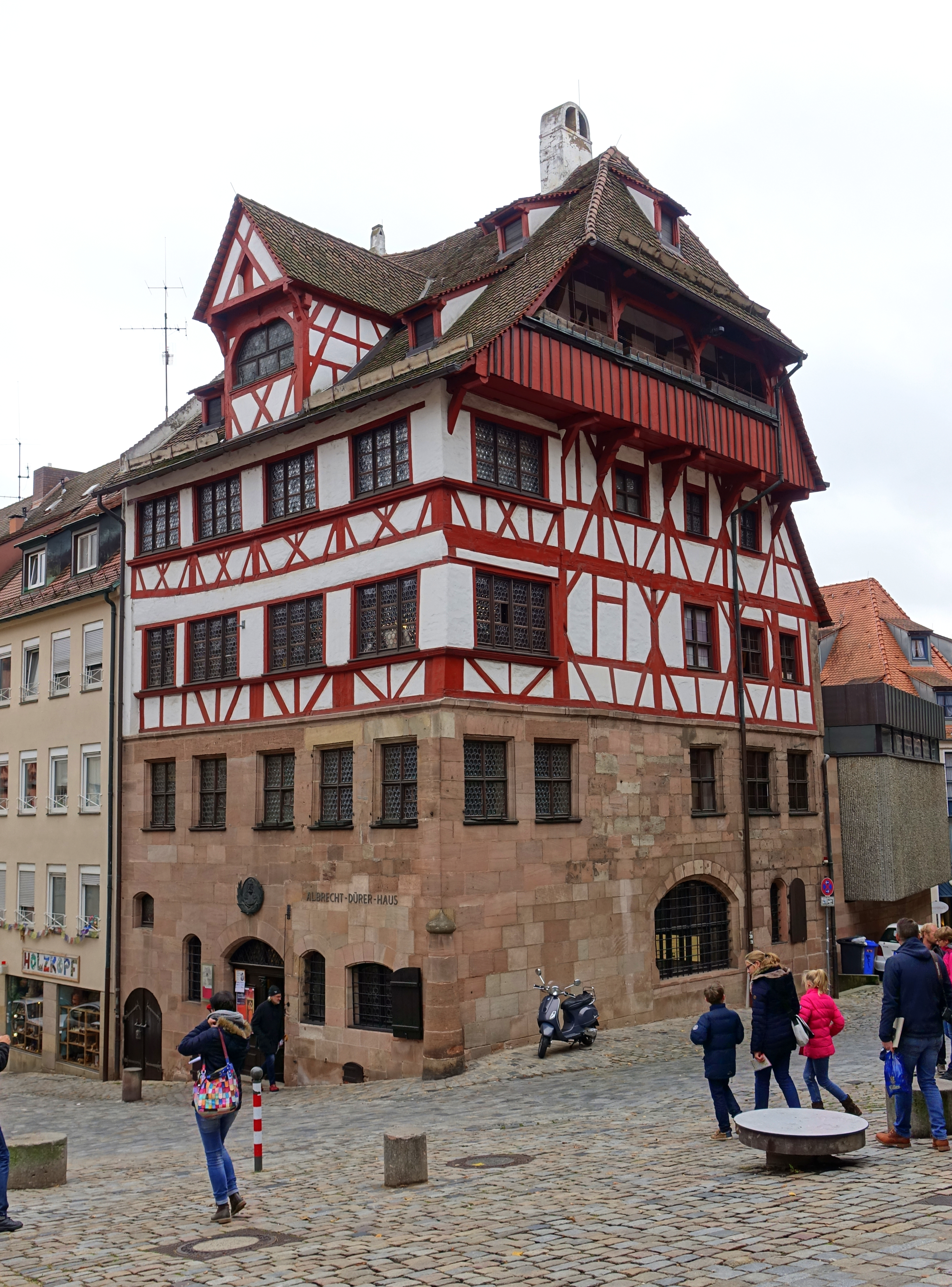
Maison d'Albrecht Dürer
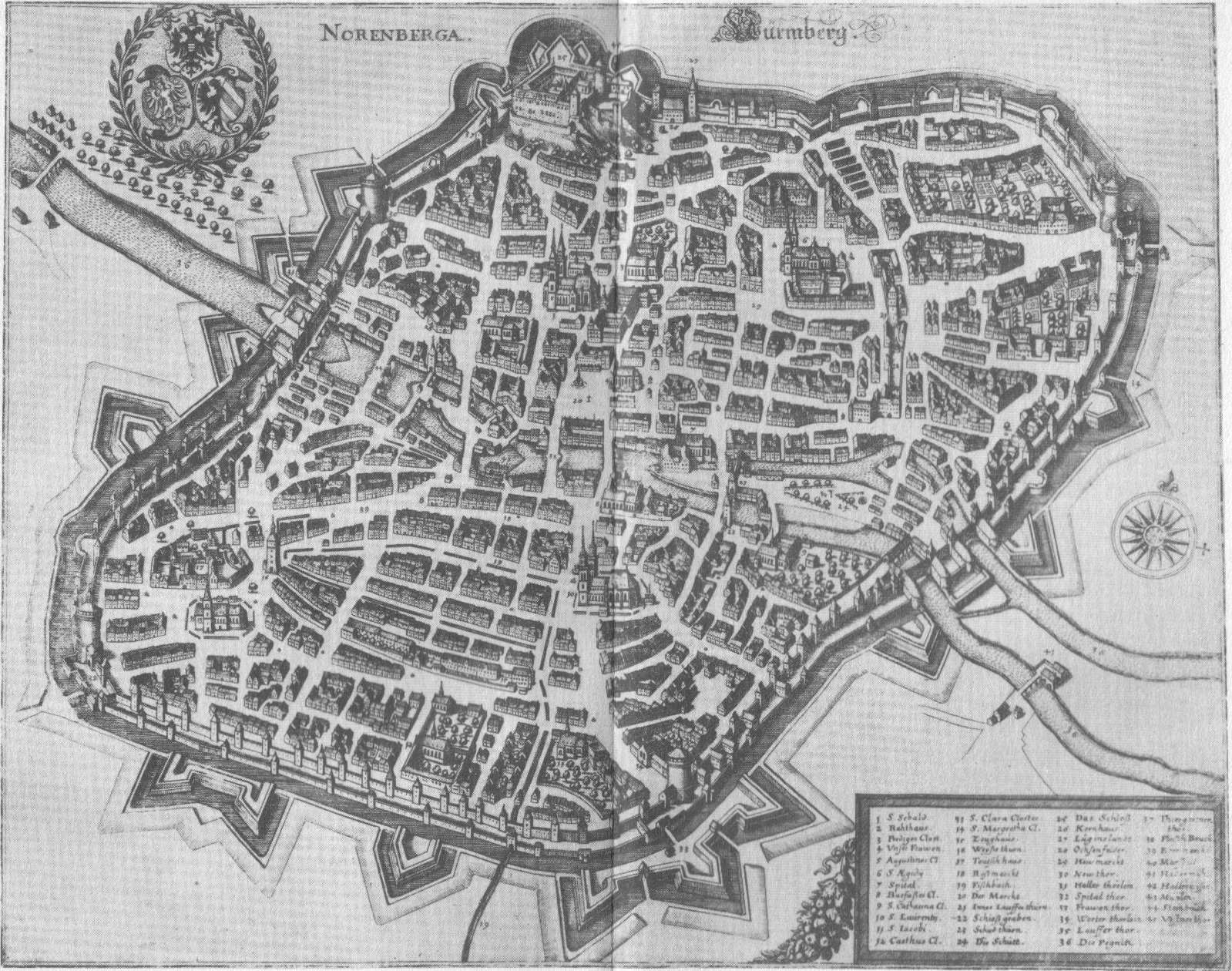
Carte de la ville en 1642
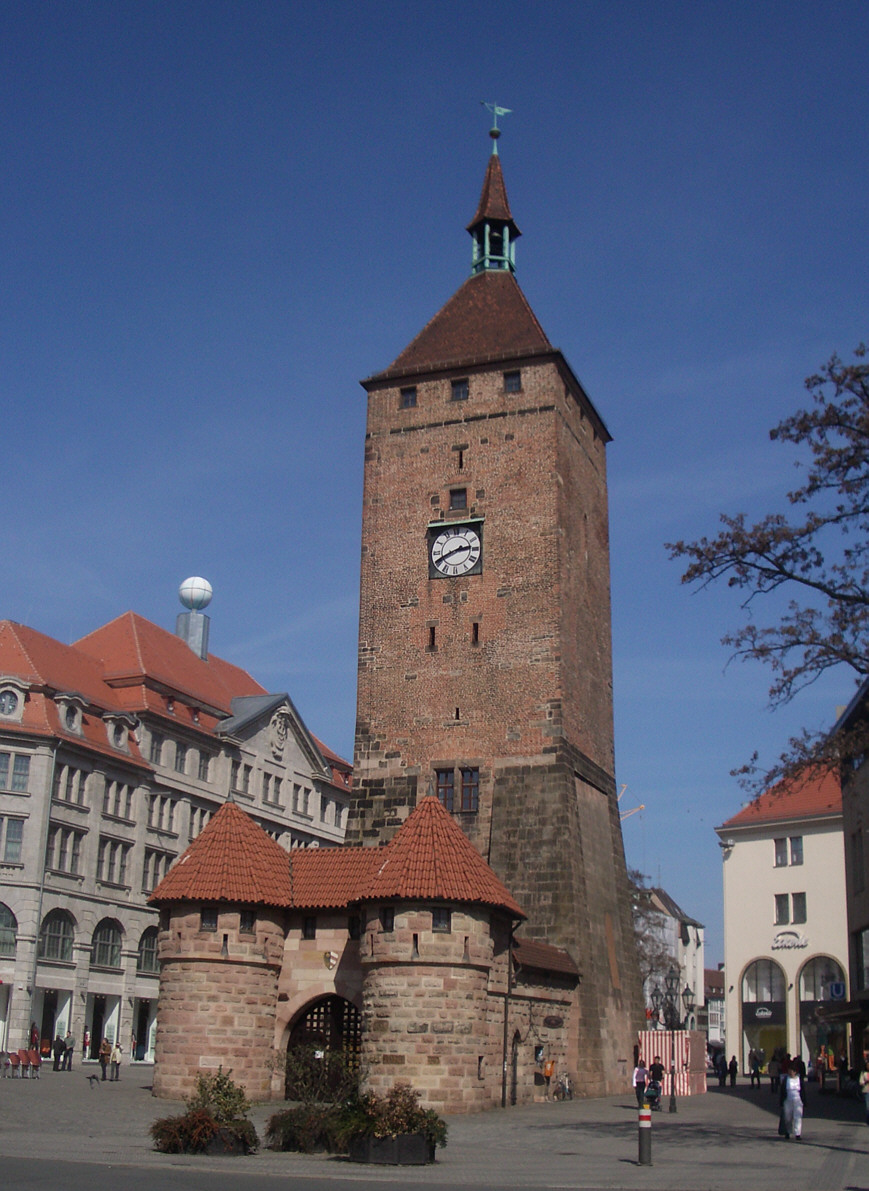
La tour blanche
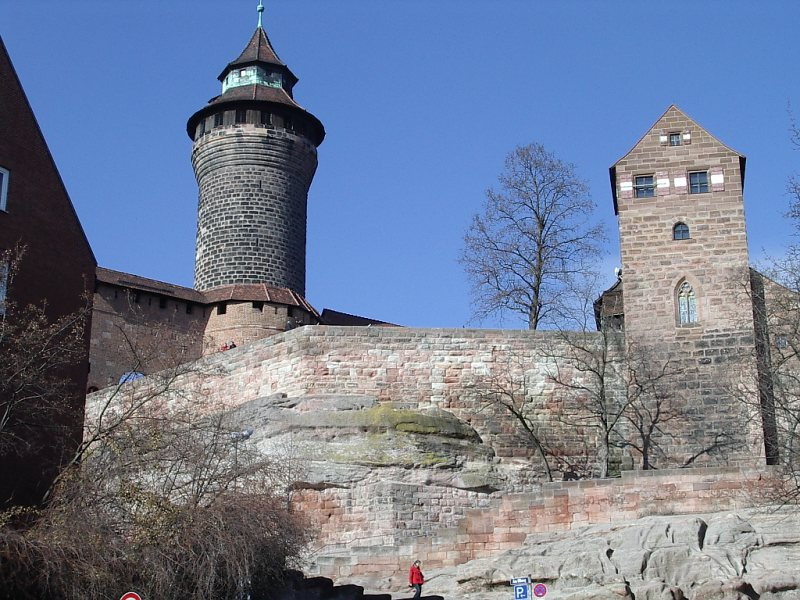
Kaiserburg, le château impérial de Nuremberg
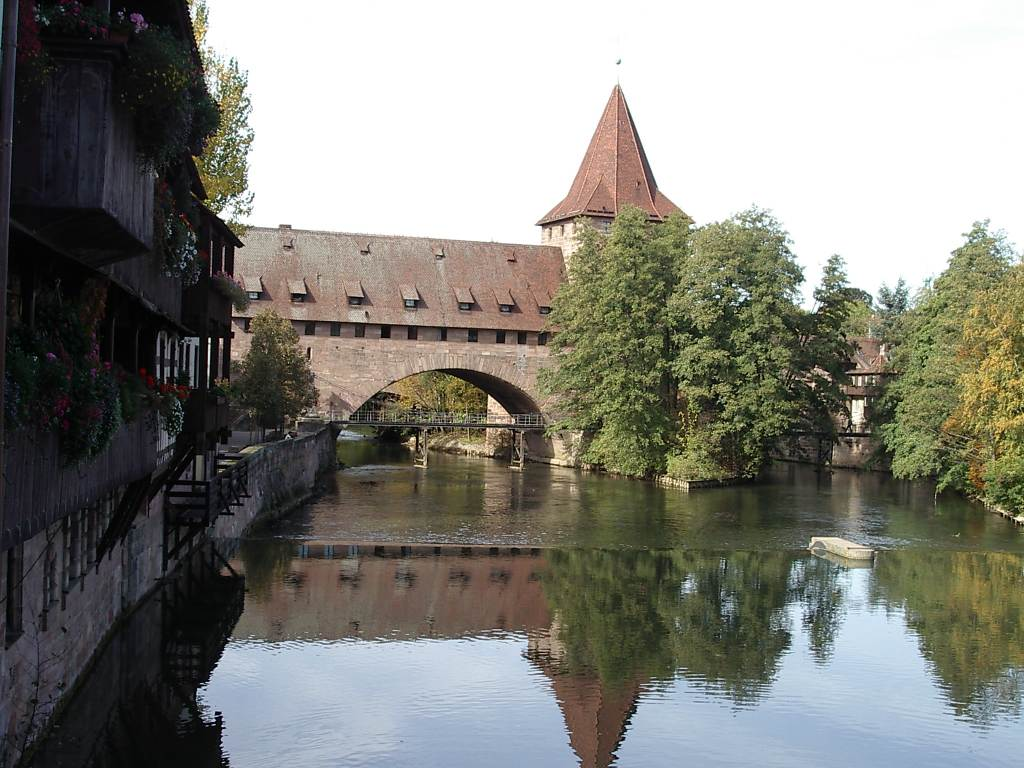
La Pegnitz à Nuremberg
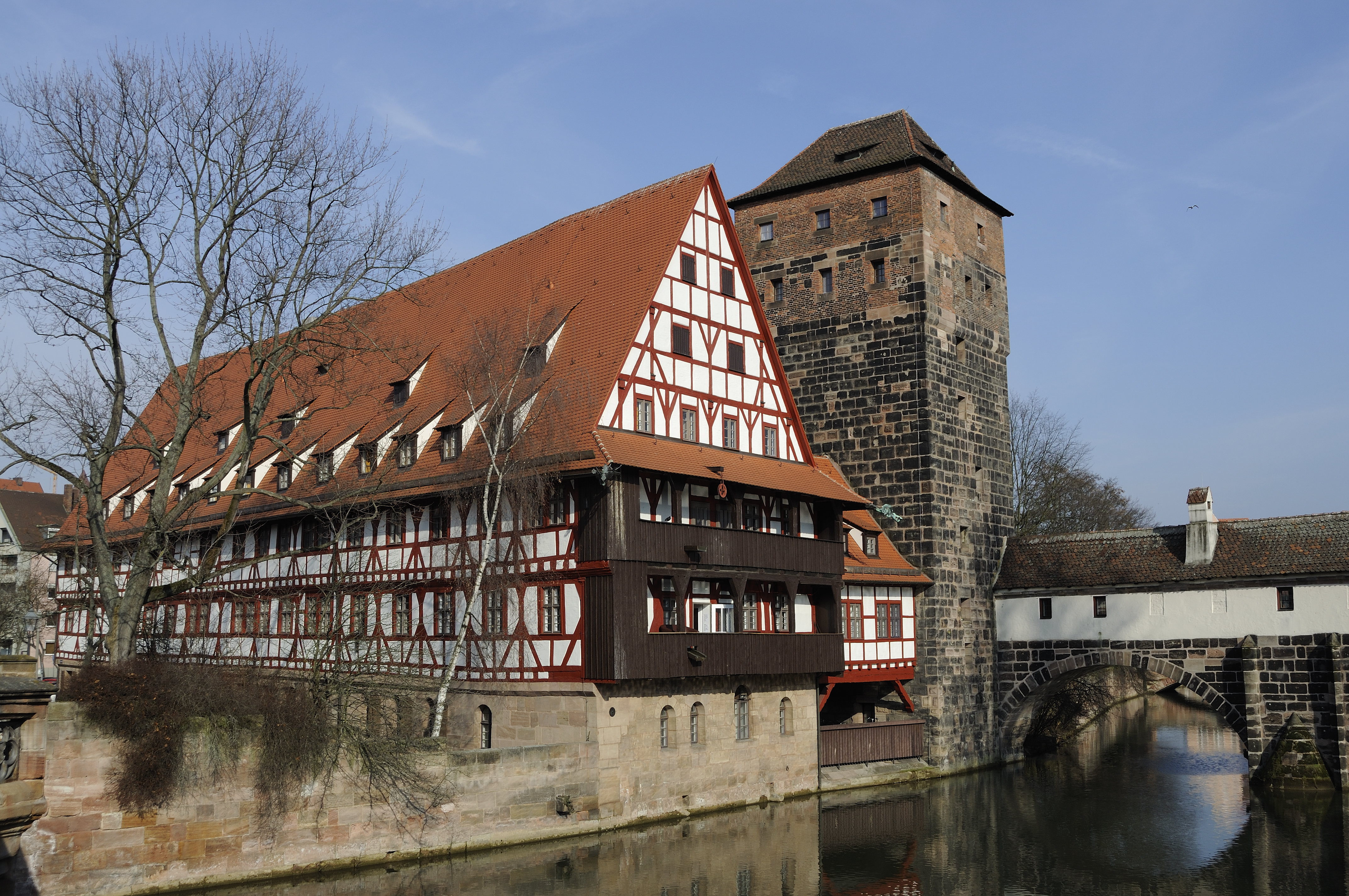
L'ancien dépôt de vin
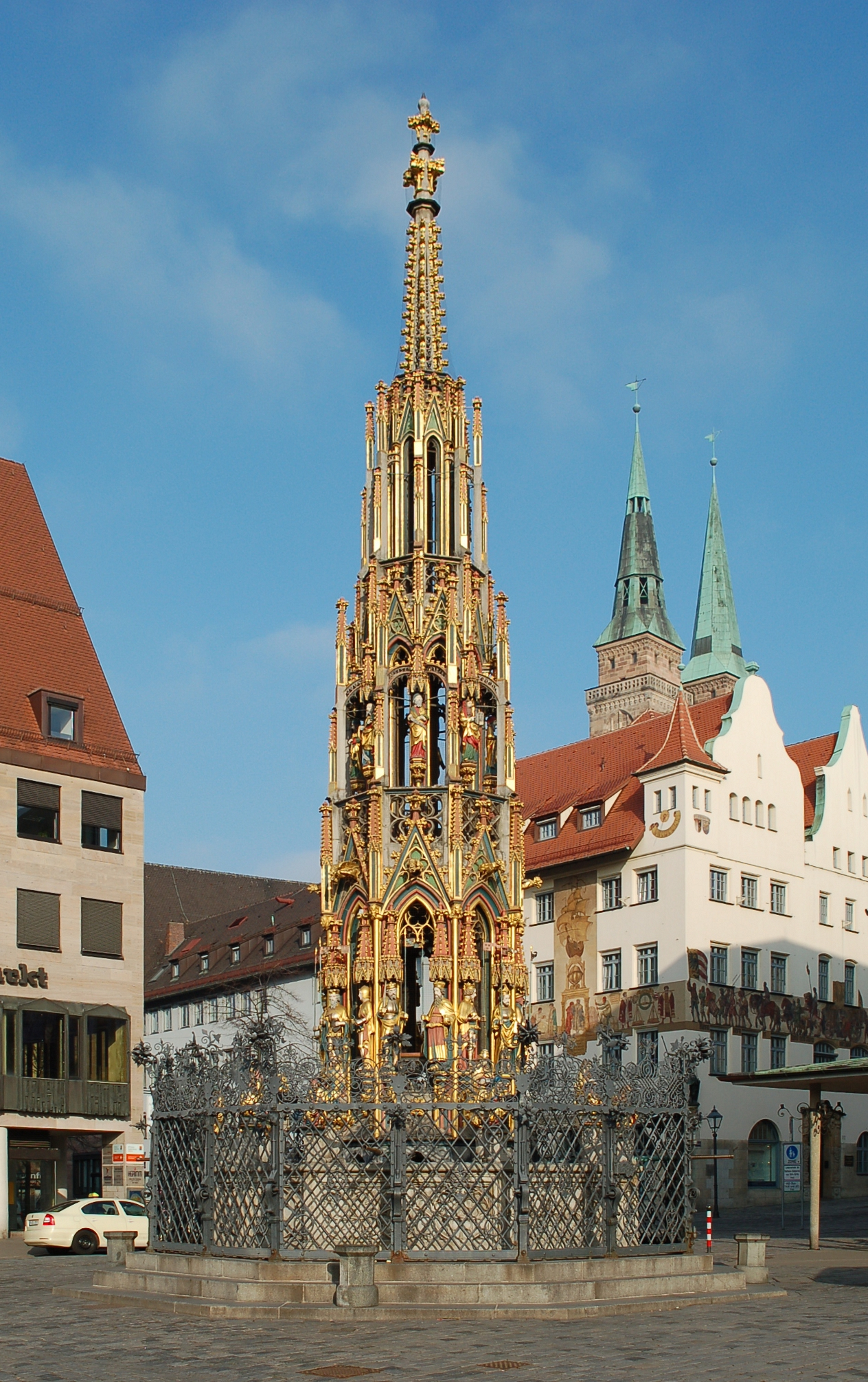
La Belle Fontaine
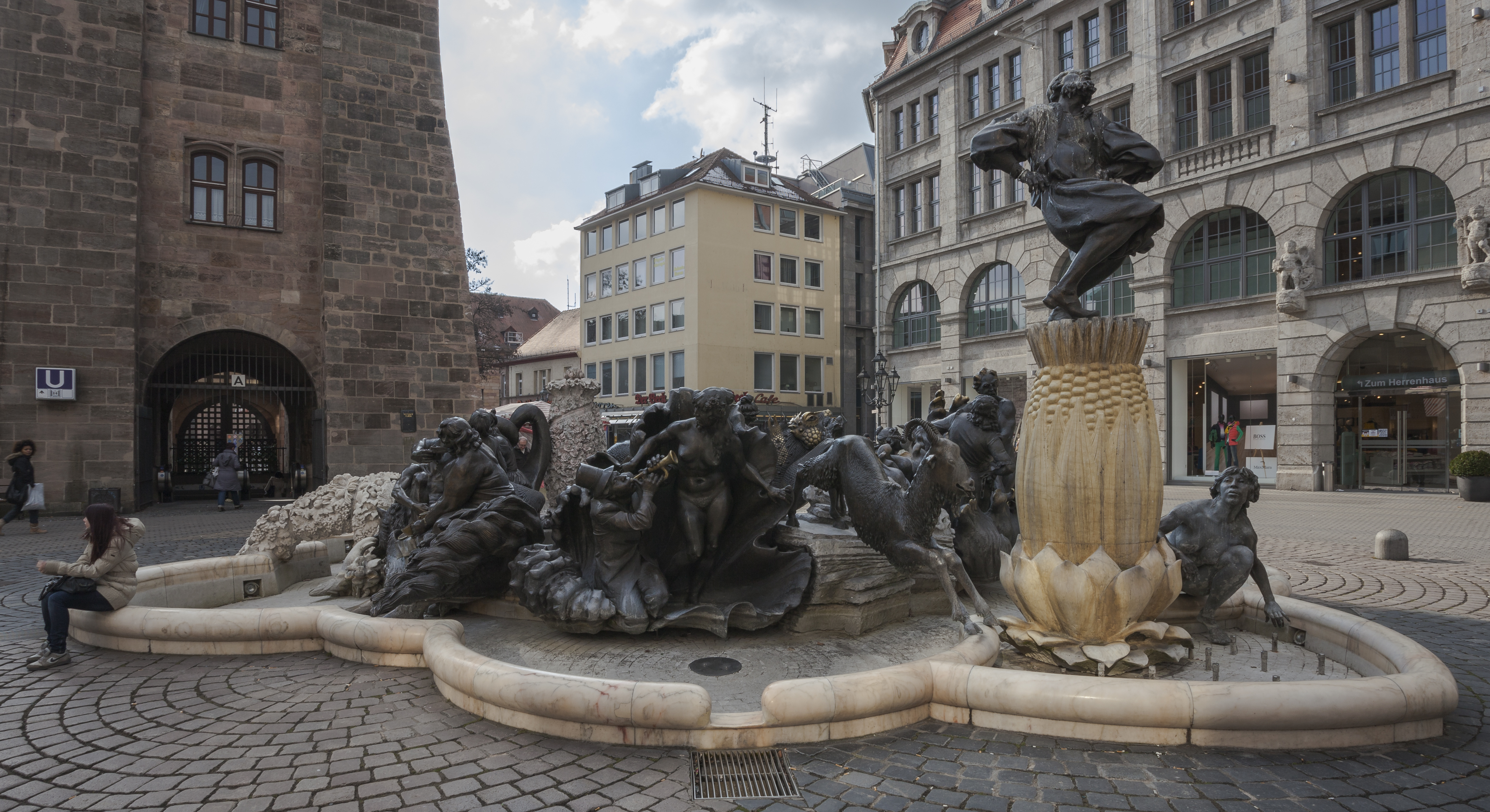
Carrousel de mariage
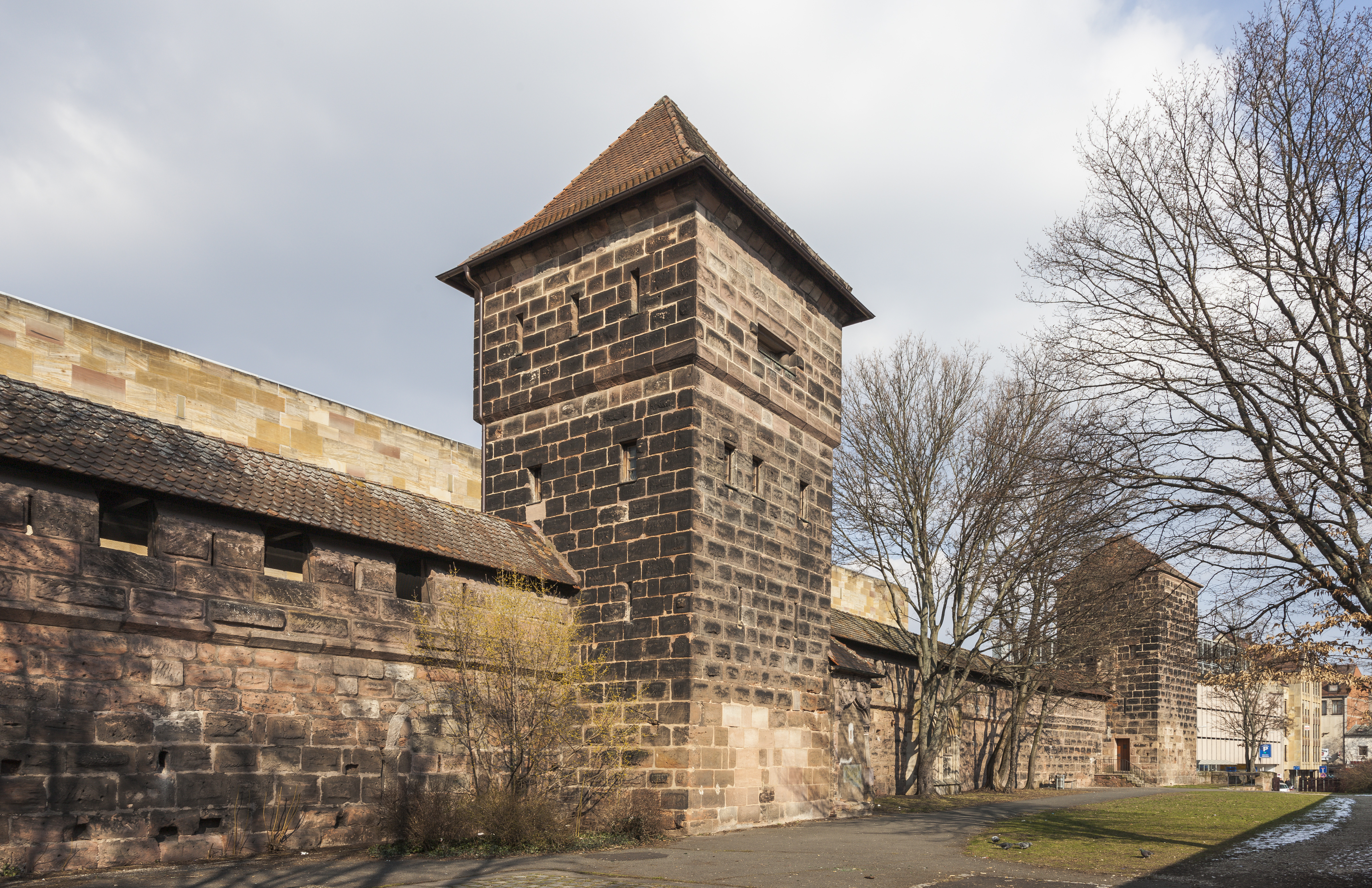
Mur de la ville
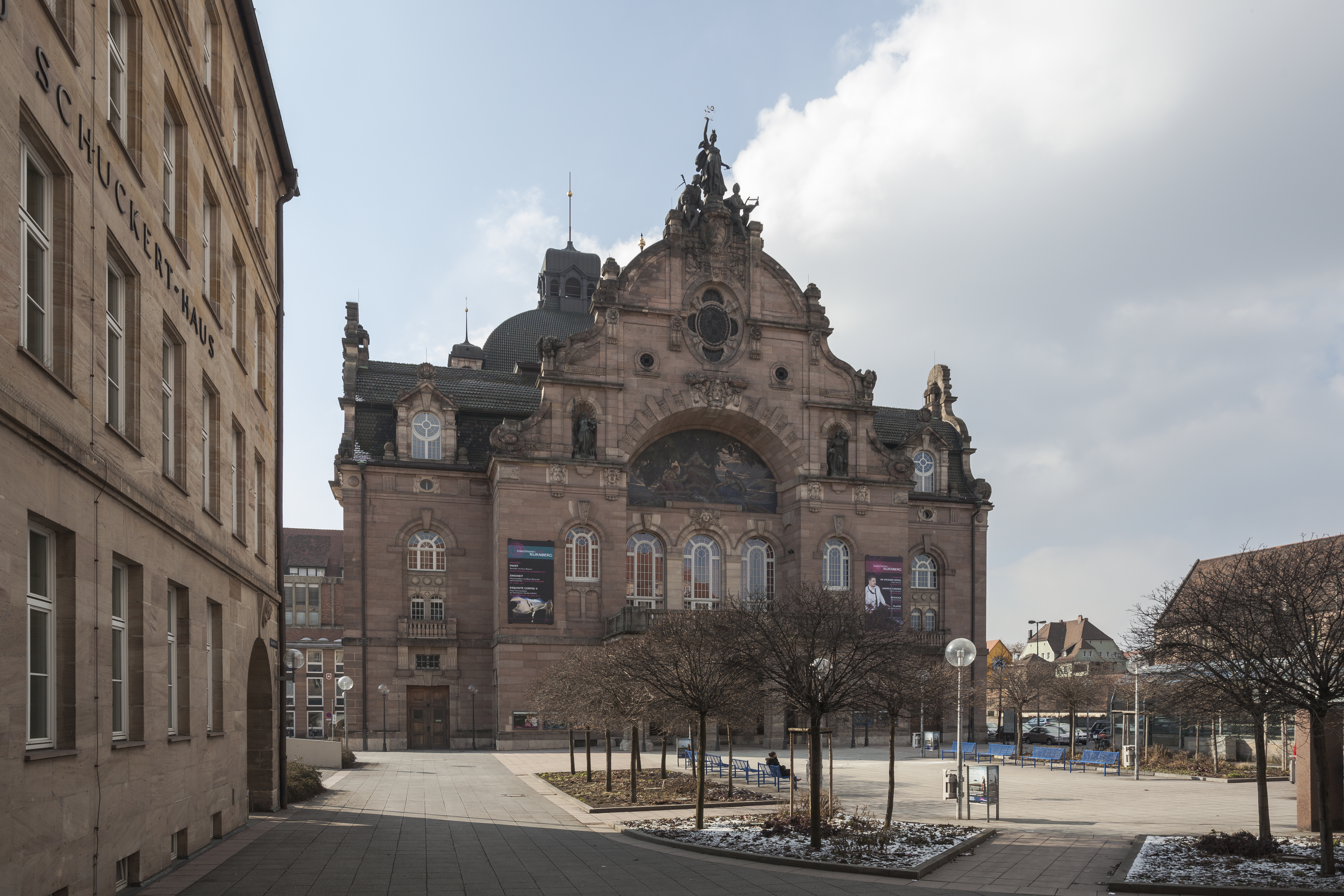
Opéra
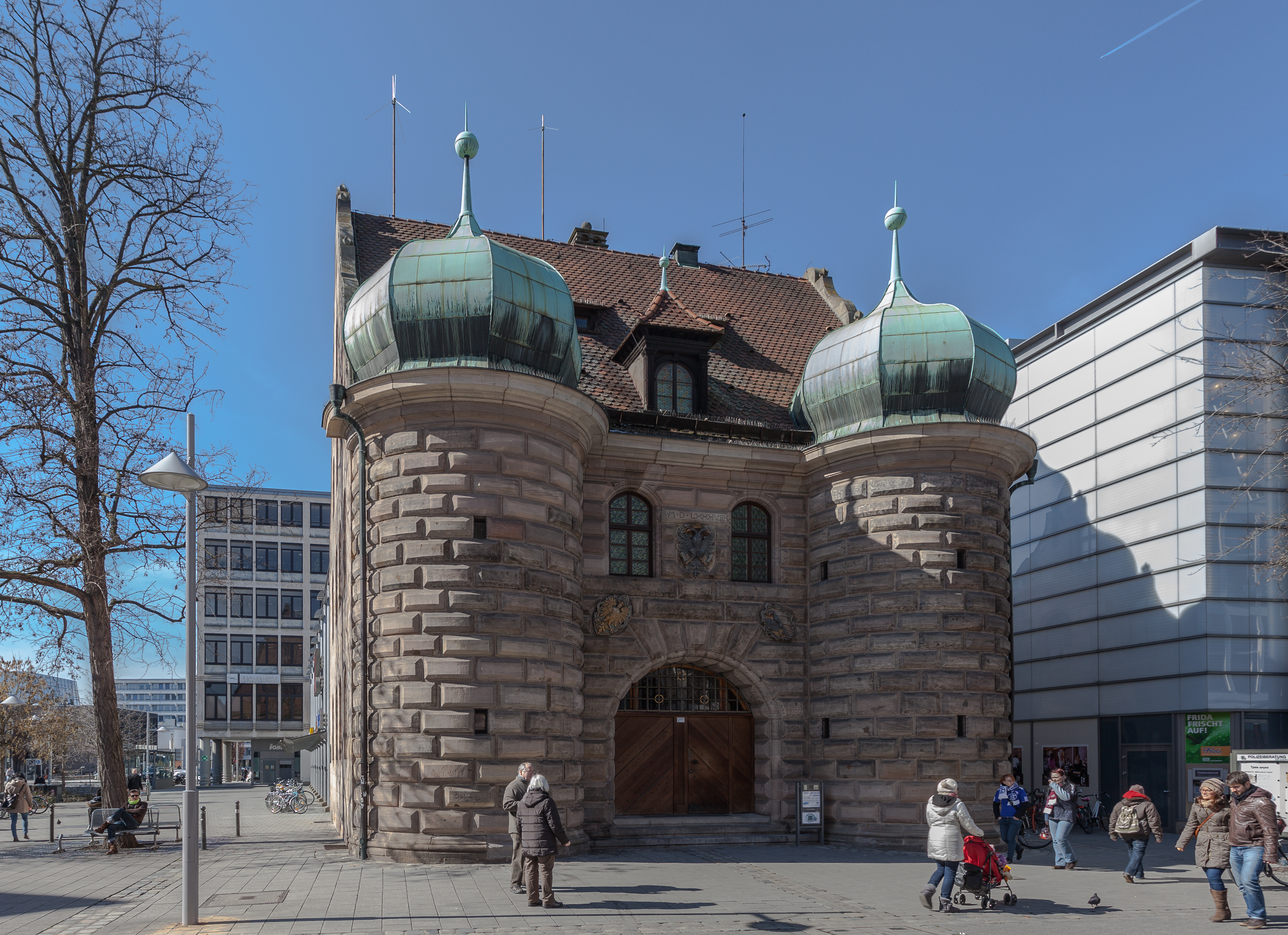
Zeughaus
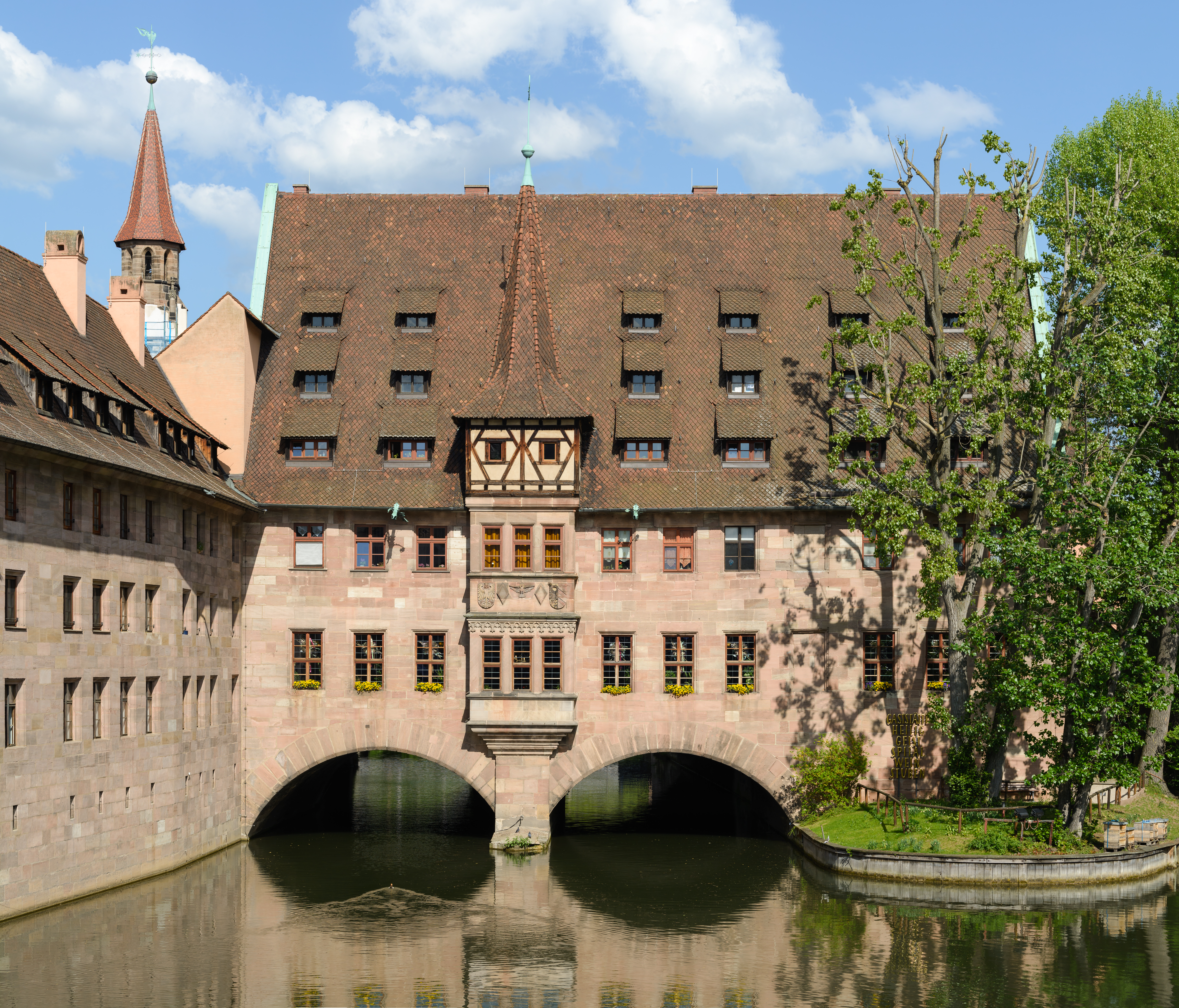
L'hopital du Saint-Esprit (Heilig-Geist-Spital) à Nuremberg. Photo septembre 2018.
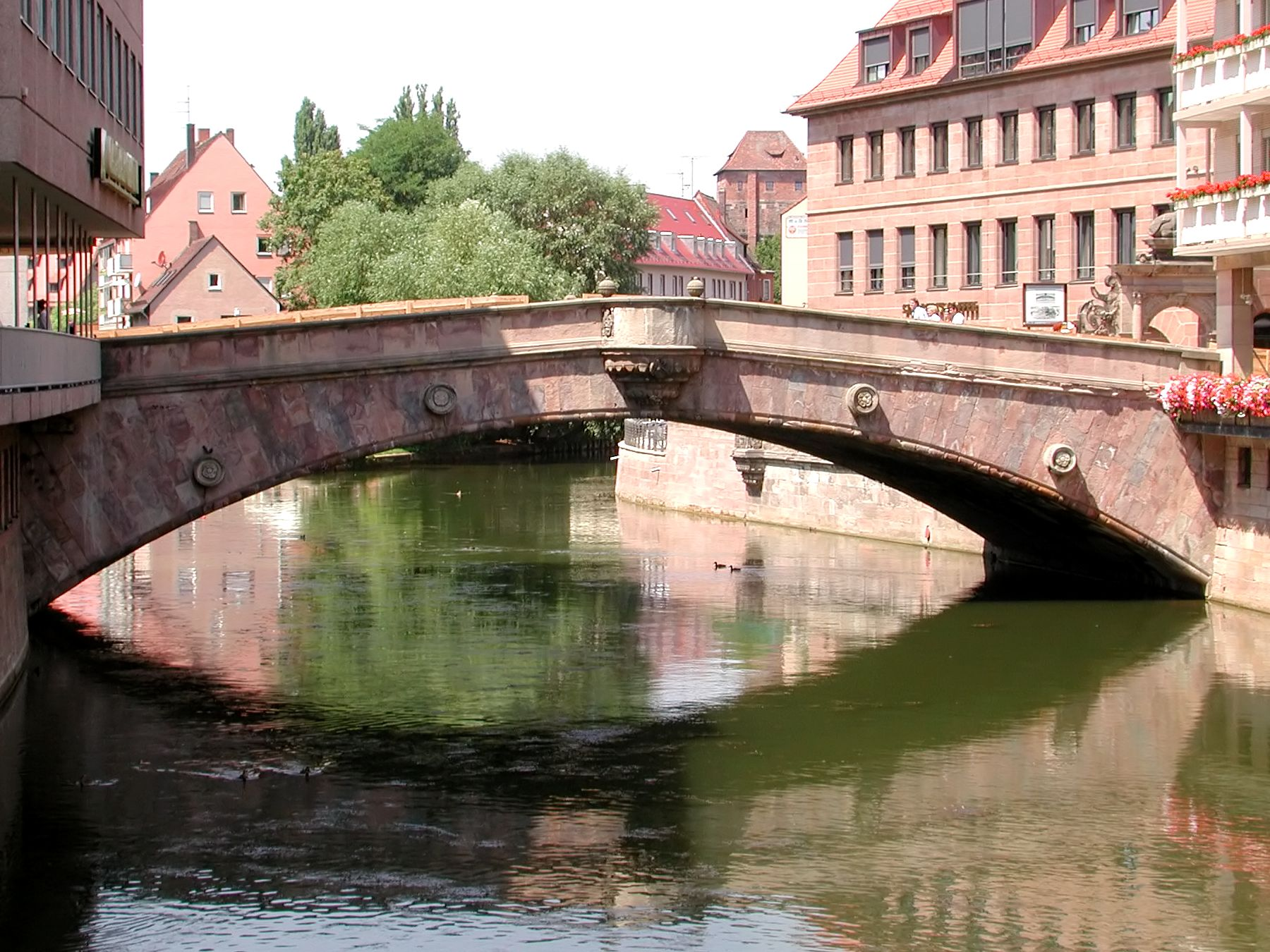
Le pont de Fleisch

## Politique

### Liste des bourgmestres de Nuremberg
| Identité                                       | Période      | Période      | Durée                     | Étiquette |
| Identité                                       | Début        | Fin          | Durée                     | Étiquette |
| ---------------------------------------------- | ------------ | ------------ | ------------------------- | --------- |
| Christian Gottfried Lorsch (en) (1773 - 1830)  | 1818         | 1821         | 3 ans                     |           |
| Jakob Friedrich Binder (d) (1787 - 1856)       | 1821         | 1853         | 32 ans                    |           |
| Maximilian von Waechter (d) (1811 - 1884)      | 1854         | 1867         | 13 ans                    |           |
| Otto Stromer von Reichenbach (d) (1831 - 1891) | 1867         | 1891         | 24 ans                    |           |
| Georg von Schuh (d) (1846 - 1918)              | 1892         | 1913         | 21 ans                    |           |
| Otto Geßler (1875 - 1955)                      | 1913         | 1919         | 6 ans                     |           |
| Hermann Luppe (d) (1874 - 1945)                | 1920         | 1933         | 13 ans                    |           |
| Willy Liebel (en) (1897 - 1945)                | 1933         | 1945         | 12 ans                    |           |
| Martin Treu (d) (1871 - 1952)                  | 1945         | 1945         | moins d’un an             |           |
| Julius Rühm (d) (1882 - 1960)                  | 1945         | 1945         | moins d’un an             |           |
| Hans Ziegler (en) (1877 - 1957)                | 1945         | 1948         | 3 ans                     |           |
| Otto Ziebill (d) (1896 - 1978)                 | 1948         | 1951         | 3 ans                     |           |
| Otto Bärnreuther (d) (1908 - 1957)             | 1952         | 1957         | 5 ans                     |           |
| Andreas Urschlechter (d) (1919 - 2011)         | 1957         | 1987         | 30 ans                    |           |
| Peter Schönlein (d) (1939 - 2016)              | 1987         | 1996         | 9 ans                     | SPD       |
| Ludwig Scholz (en) (1937 - 2005)               | 1996         | 2002         | 6 ans                     | CSU       |
| Ulrich Maly (en) (né en 1960)                  | 1er mai 2002 | 1er mai 2020 | 18 ans                    | SPD       |
| Marcus König (d) (né en 1980)                  | 1er mai 2020 | En cours     | 5 ans, 2 mois et 24 jours | CSU       |

### Élections municipales de 2020

#### Bourgmestre
| Candidats                | Candidats                | Partis                   | Premier tour | Premier tour | Premier tour | Second tour | Second tour |
| Candidats                | Candidats                | Partis                   | Voix         | %            | +/-          | Voix        | %           |
| ------------------------ | ------------------------ | ------------------------ | ------------ | ------------ | ------------ | ----------- | ----------- |
|                          | Marcus König             | CSU                      | 66 521       | 36,45        | 12,33        | 103 926     | 52,20       |
|                          | Thorsten Brehm           | SPD                      | 63 742       | 34,93        | 32,19        | 95 176      | 47,80       |
|                          | Verena Osgyan            | Grünen                   | 27 535       | 15,09        | 13,40        |             |             |
|                          | Roland Hübscher          | AfD                      | 7 696        | 4,22         | Nv.          |             |             |
|                          | Titus Schüller           | Die Linke                | 4 631        | 2,54         | Nv.          |             |             |
|                          | Autres candidats         | Autres candidats         | 12 368       | 6,77         | -            |             |             |
|                          |                          |                          |              |              |              |             |             |
| Votes valides            | Votes valides            | Votes valides            | 182 493      | 99,57        |              | 199 102     | 99,17       |
| Votes blancs et nuls     | Votes blancs et nuls     | Votes blancs et nuls     | 790          | 0,43         | 1 675        | 0,83        |             |
| Total                    | Total                    | Total                    | 183 283      | 100          | -            | 200 777     | 100         |
| Abstention               | Abstention               | Abstention               | 206 264      | 52,95        |              | 188 211     | 48,38       |
| Inscrits / participation | Inscrits / participation | Inscrits / participation | 389 547      | 47,05        | 388 998      | 51,62       |             |

Marcus König (CSU) l'emporte face au candidat du SPD Thorsten Brehm.

#### Conseil municipal
|                           |                                           |           |       |               |        |               |
| Parti                     | Parti                                     | Voix      | %     | +/-           | Sièges | +/-           |
|                           | Union chrétienne-sociale en Bavière (CSU) | 3 422 649 | 31,52 | 2,12          | 22     | 1             |
|                           | Parti social-démocrate d'Allemagne (SPD)  | 2 808 333 | 25,86 | 18,21         | 18     | 14            |
|                           | Alliance 90 / Les Verts (Grünen)          | 2 136 336 | 19,68 | 10,67         | 14     | 8             |
|                           | Alternative pour l'Allemagne (AfD)        | 619 965   | 5,71  | Nv.           | 4      | 4             |
|                           | Die Linke                                 | 426 798   | 3,93  | Nv.           | 3      | 3             |
|                           | Électeurs libres (FW)                     | 305 720   | 2,82  | en stagnation | 2      | 1             |
|                           | Parti écologiste-démocrate (ÖDP)          | 251 974   | 2,32  | 0,24          | 2      | en stagnation |
|                           | Parti libéral-démocrate (FDP)             | 227 743   | 2,10  | 0,09          | 1      | en stagnation |
|                           | Autres                                    | 658 453   | 6,07  |               | 4      |               |
|                           |                                           |           |       |               |        |               |
| Suffrages exprimés        | Suffrages exprimés                        | 170 421   | 97,66 |               |        |               |
| Votes blancs et invalides | Votes blancs et invalides                 | 4 084     | 2,34  |               |        |               |
| Total                     | Total                                     | 174 505   | 100   | -             | 70     | en stagnation |
| Abstentions               | Abstentions                               | 215 042   | 55,20 |               |        |               |
| Inscrits / participation  | Inscrits / participation                  | 389 547   | 44,80 |               |        |               |

## Habitants

### Démographie

Évolution de la population de Nuremberg depuis le XIX.

Avec le début de l'industrialisation au XIXe siècle, il y a eu une forte augmentation démographique. En 1812 ne vivaient dans la ville que 26 000 personnes, en 1881 elle a passé la barrière des 100 000 habitants, et en 2006 les 500 000 habitants.

### Qualité de vie
L'étude Worldwide Quality of Living Survey (qualité de vie dans le monde) effectué par la société de consultance Mercer Management Consulting a classé la ville à la 25e place mondiale et la 6e place allemande en 2010.

### Origines de la population
La population de Nuremberg se composait ainsi au 31 décembre 2014 :
| Origine                              | Effectifs |
| ------------------------------------ | --------- |
| Allemands non issus de l'immigration | 298 421   |
| Allemands issus de l'immigration     | 116 215   |
| Étrangers Union européenne           | 47 421    |
| Étrangers hors Union européenne      | 54 713    |
| Total                                | 516 770   |

| Pays de naissance | Population (2014) |
| ----------------- | ----------------- |
| Turquie           | 38 541            |
| Ukraine           | 22 615            |
| Russie            | 11 457            |
| Grèce             | 10 379            |
| Croatie           | 9 266             |
| Roumanie          | 8 821             |
| Pologne           | 8 464             |
| Serbie            | 7 328             |
| Italie            | 6 447             |
| Irak              | 4 625             |

### Dialecte
Le parler nurembergeois (de) fait partie du groupe du francique oriental. Il comporte des influences de bavarois du Nord, comme des diphtongues inversées. Les chercheurs pensent que le dialecte s'est éloigné au cours des deux cents dernières années du bavarois du Nord pour prendre de plus en plus les caractéristiques du francique oriental.

### Religion

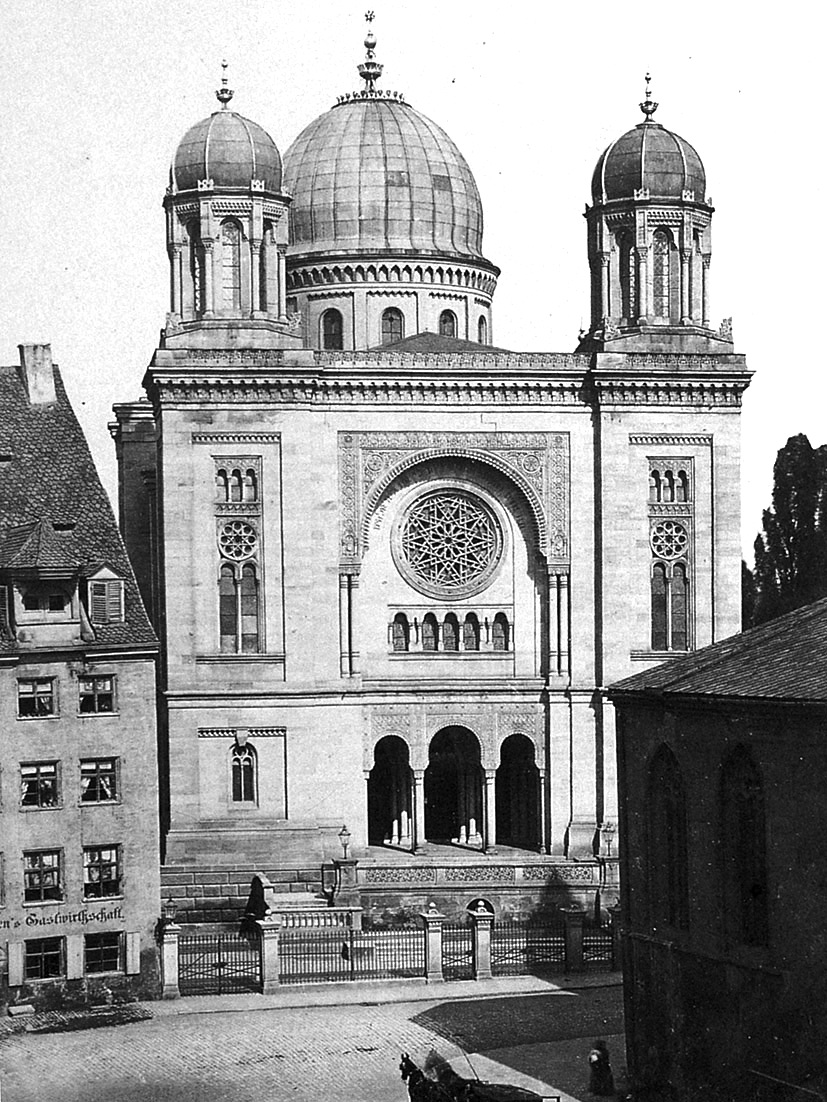
La synagogue sur la place Hans-Sachs, détruite par les nazis en 1938.

Les habitants de Nuremberg sont au 31 décembre 2013 :
- à 29 % de confession évangélique protestante ;
- à 26 % de confession catholique ;
- à 45 % d'autres religions ou sans religion.

La métropole orthodoxe roumaine d'Allemagne et d'Europe centrale et du Nord, une juridiction de l'Église orthodoxe roumaine, a son siège à Nuremberg , où un ancien lieu de culte cédé en 1999 par l'église évangélique luthérienne de Bavière est devenu l'église Saint-Démétrien (ro) (Biserica Sfântul Dumitru) et a été consacrée cathédrale en 2006.

### Nurembergeois célèbres
- Hartmann Schedel (1440-1514), médecin humaniste, auteur de La Chronique de Nuremberg.
- Martin Behaim (1459-1507), fabricant d'instruments, célèbre pour ses globes terrestres.
- Albrecht Dürer (1471-1528), grand peintre et sculpteur.
- Lazarus Spengler (1479-1534), poète luthérien dont des textes ont été repris et mis en musique par Johann Sebastian Bach.
- Hans Sachs (1494-1576), poète.
- Ernst Soner (1572-1612), médecin, naturopathe et socinianiste allemand.
- Jacob Wilhelm Imhof (1651-1728), généalogiste.
- Johann Pachelbel (1653-1706), organiste et compositeur, célèbre pour son Canon.
- Georg Lichtensteger (1700-1781), graveur et marchand d'estampes.
- Barbara Regina Dietzsch (1706-1783) artiste peintre
- Heinrich Guttenberg (1749-1818), graveur.
- Wilhelm Bernhard Molique (1802-1869), compositeur.
- Wilhelmine de Dörnberg (1803-1835), princesse de la maison de Tour et Taxis.
- Hélène Moszkiewiez (1920-1998), membre de la résistance intérieure belge.
- Robert Kurz (1943-2012), théoricien marxiste.
- Tom Beck (1978-), chanteur, acteur, danseur.
- Alex Wright, ancien catcheur de la WCW
- Dhurata Dora (24 décembre 1992 ), chanteuse d'origine albanaise.

## Culture et tourisme

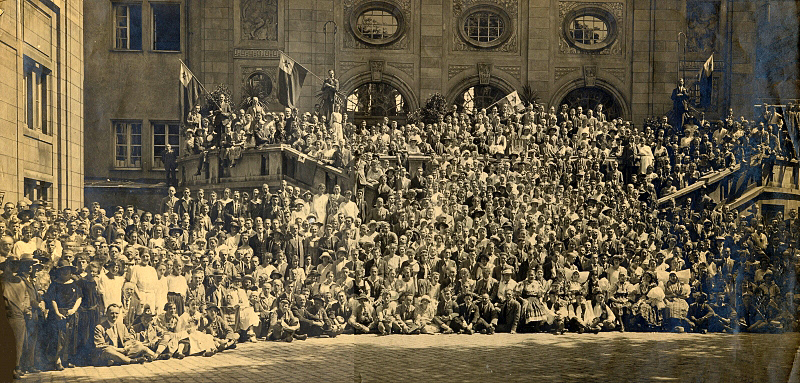
Participants au mondial d’espéranto

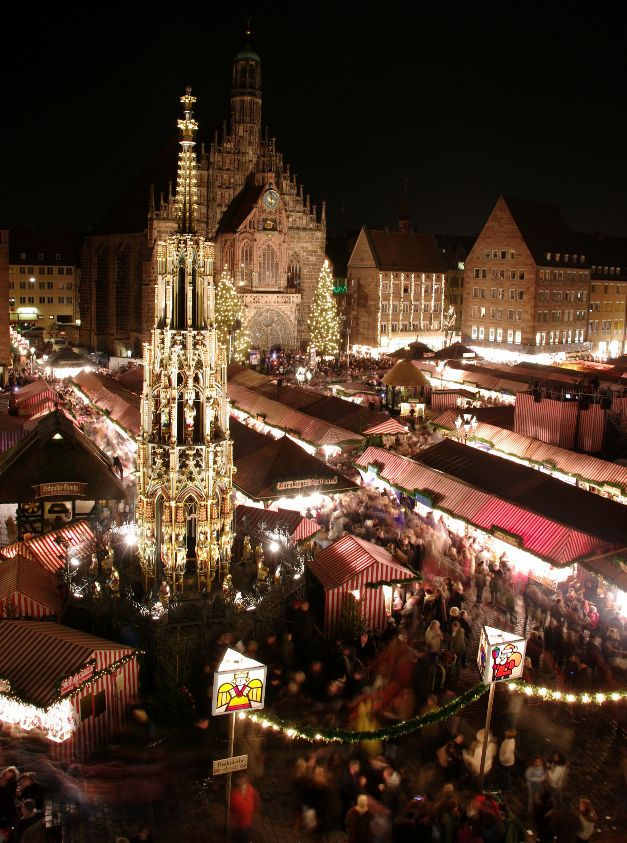
Christkindlesmarkt, le marché de Noël de la ville

- En 1888 le groupe volapükiste de Nuremberg conduit par Léopold Einstein, face à l'échec du mouvement volapükiste qui s'entre-déchire adopte l'espéranto (qui avait été publié seulement en 1887). En 1923, le 15e congrès mondial d’espéranto se tient à Nuremberg et rassemble 4963 participants.
- Richard Wagner situe l'un de ses opéras dans cette ville, Les Maîtres Chanteurs de Nuremberg (1868).
- Le Christkindlesmarkt est le marché de Noël de la ville. Créé au XVIIe siècle, il a lieu chaque année du vendredi avant l'Avent jusqu'à la veille de Noël. Les commerçants proposent une multitude de décorations pour la maison et le sapin et surtout des spécialités locales, tels que les Lebkuchen, différentes sortes de pains d'épices, de pains aux fruits, de noix grillées et caramélisées, des chocolats, des sucreries.
- Depuis 1951 a lieu chaque année, la ION (Internationale Orgelwoche Nürnberg), la semaine internationale de l'orgue, le plus grand et le plus vieux festival de musique religieuse en Europe.
- Un grand festival de la musique rock Rock im Park dure trois jours.
- Fin juillet a lieu le Bardentreffen, un festival gratuit de musique du monde entier, tenu en plein air et qui attire plus de 200 000 personnes durant tout un week-end[17].
- Au mois de septembre, il y a la fête de la vieille ville (Altstadtfest), avec des spécialités de la région et des activités sportives. Sur la Pegnitz est organisé un spectacle médiéval. Deux personnes, habillées comme les pêcheurs du Moyen Âge se trouvent dans une petite barque à rames en bois. L'un a la tâche de diriger le bateau tandis que l'autre, à l'aide d'une gaffe, essaie de pousser dans l'eau le pêcheur de la barque concurrente. Celui-ci est aussi armé d'une gaffe (Fischerstechen/les joutes nautiques).

### Musées

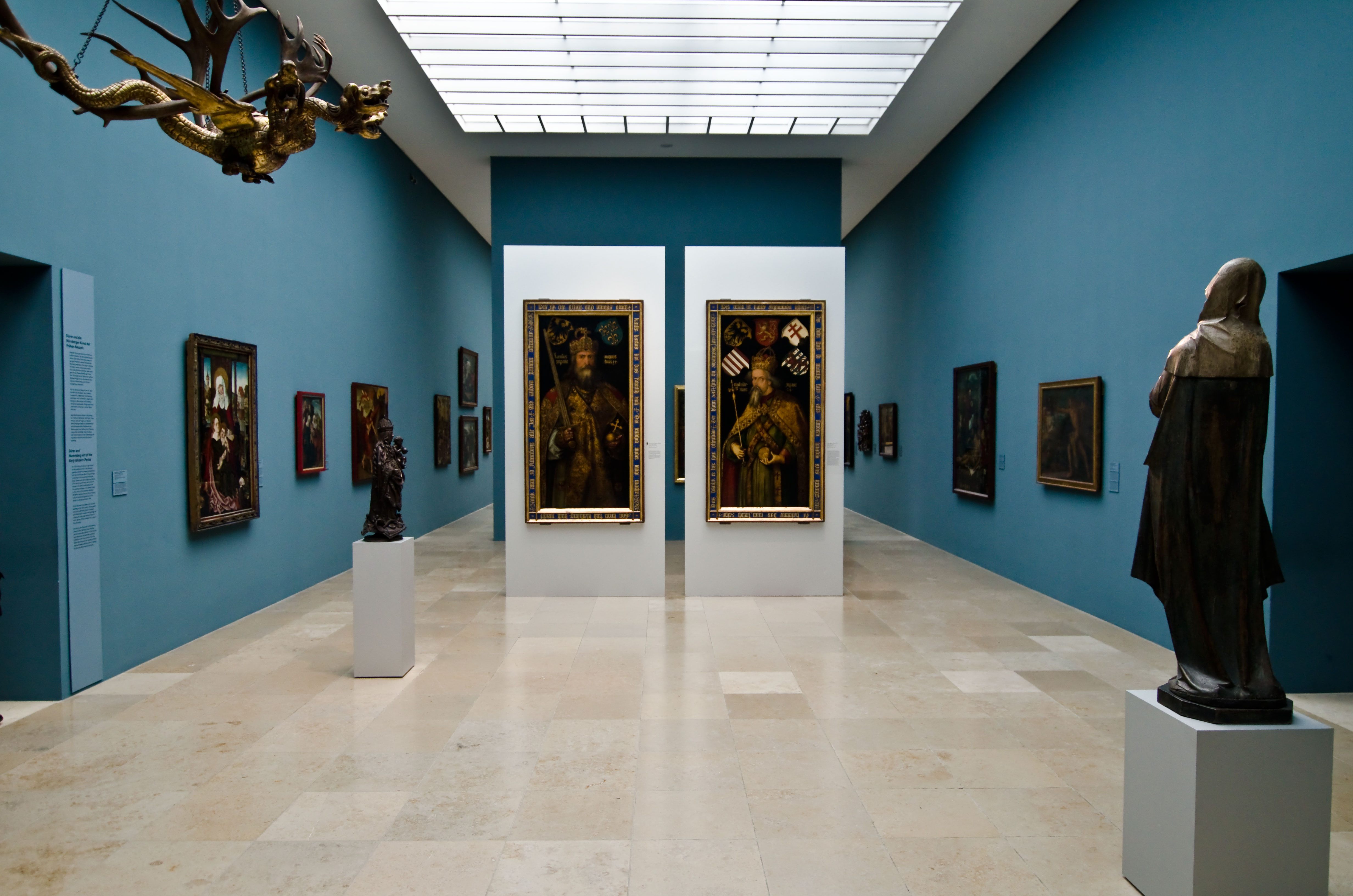
Le musée national germanique.

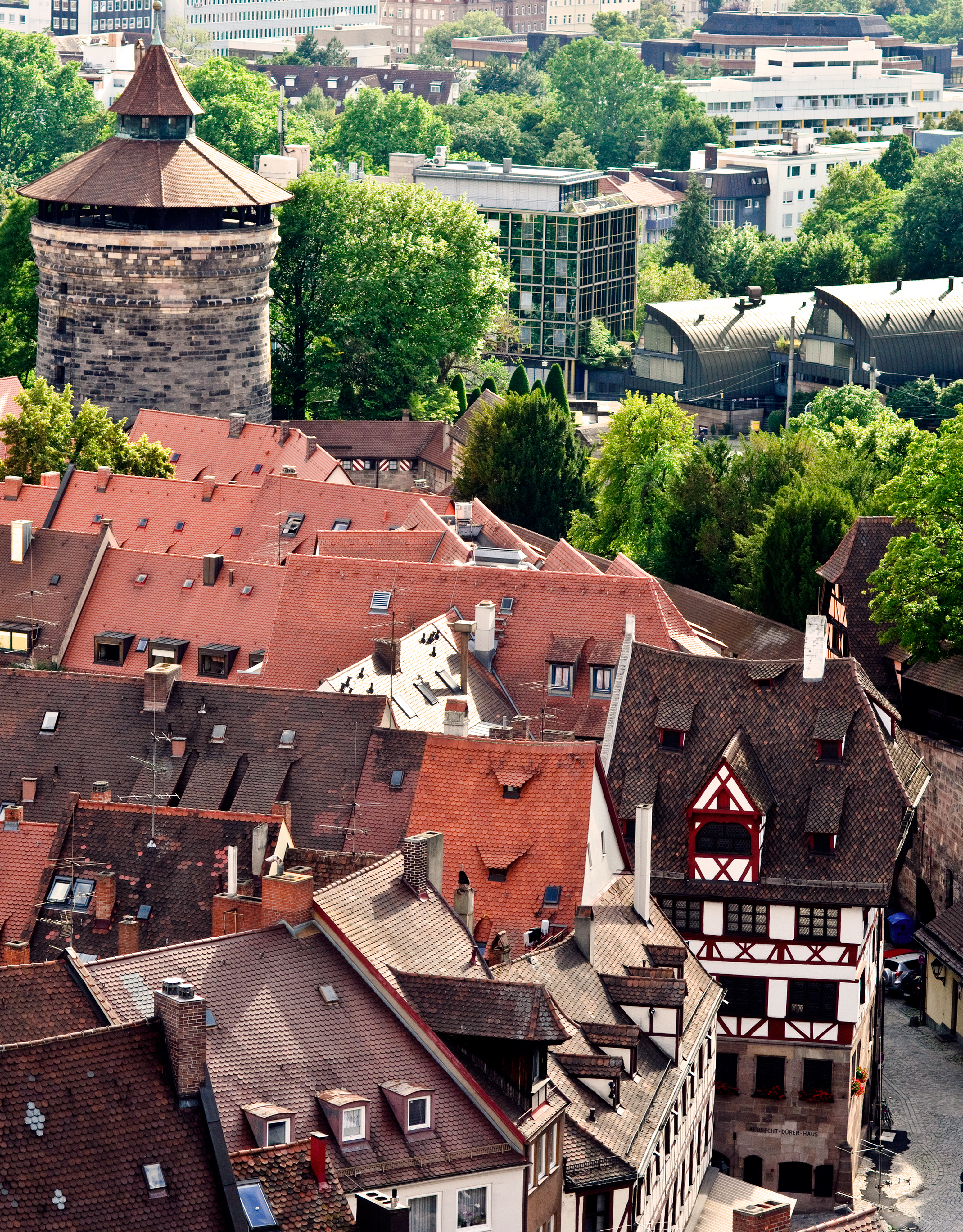
La maison d'Albrecht Dürer.

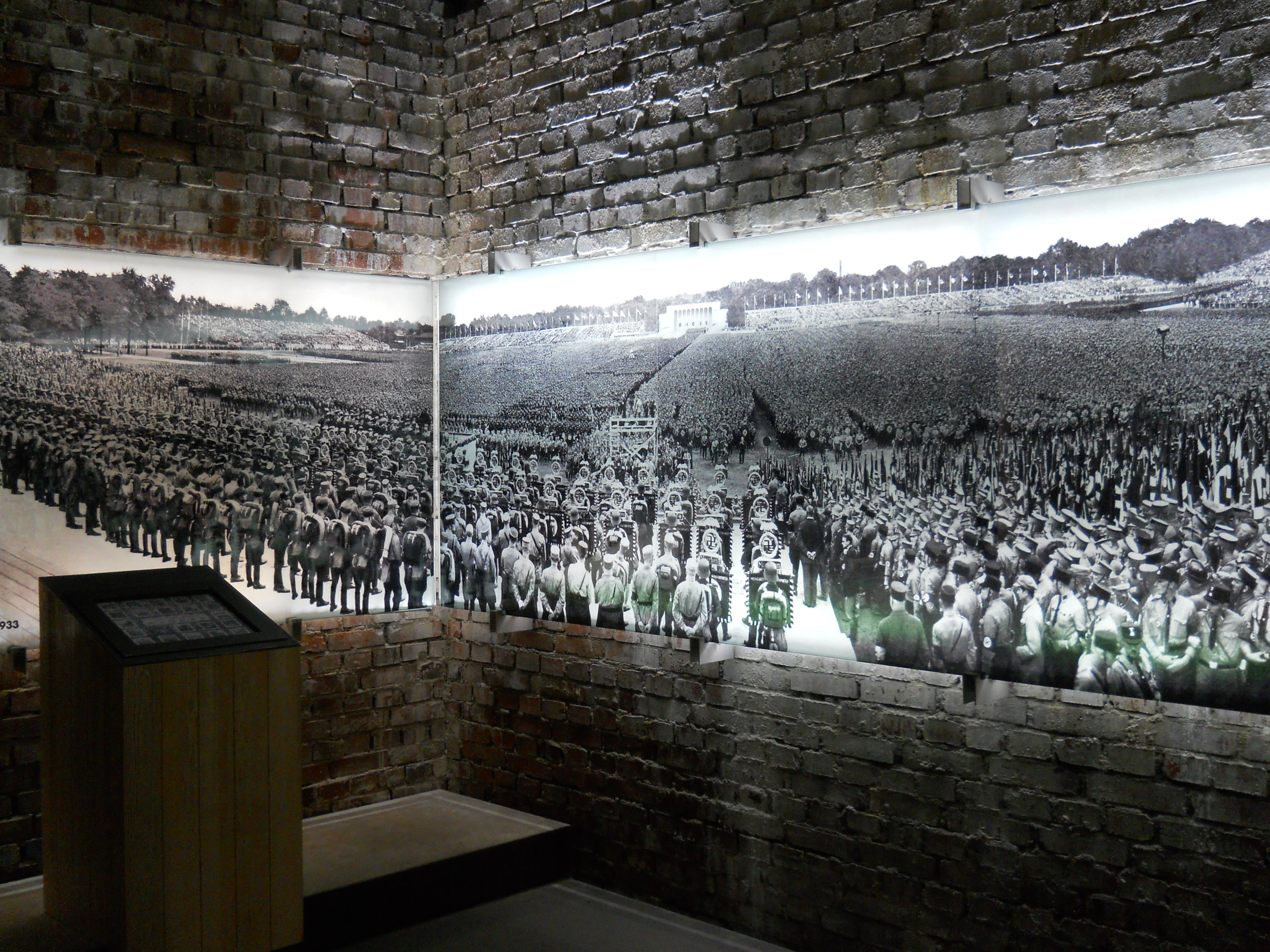
Le centre de documentation.

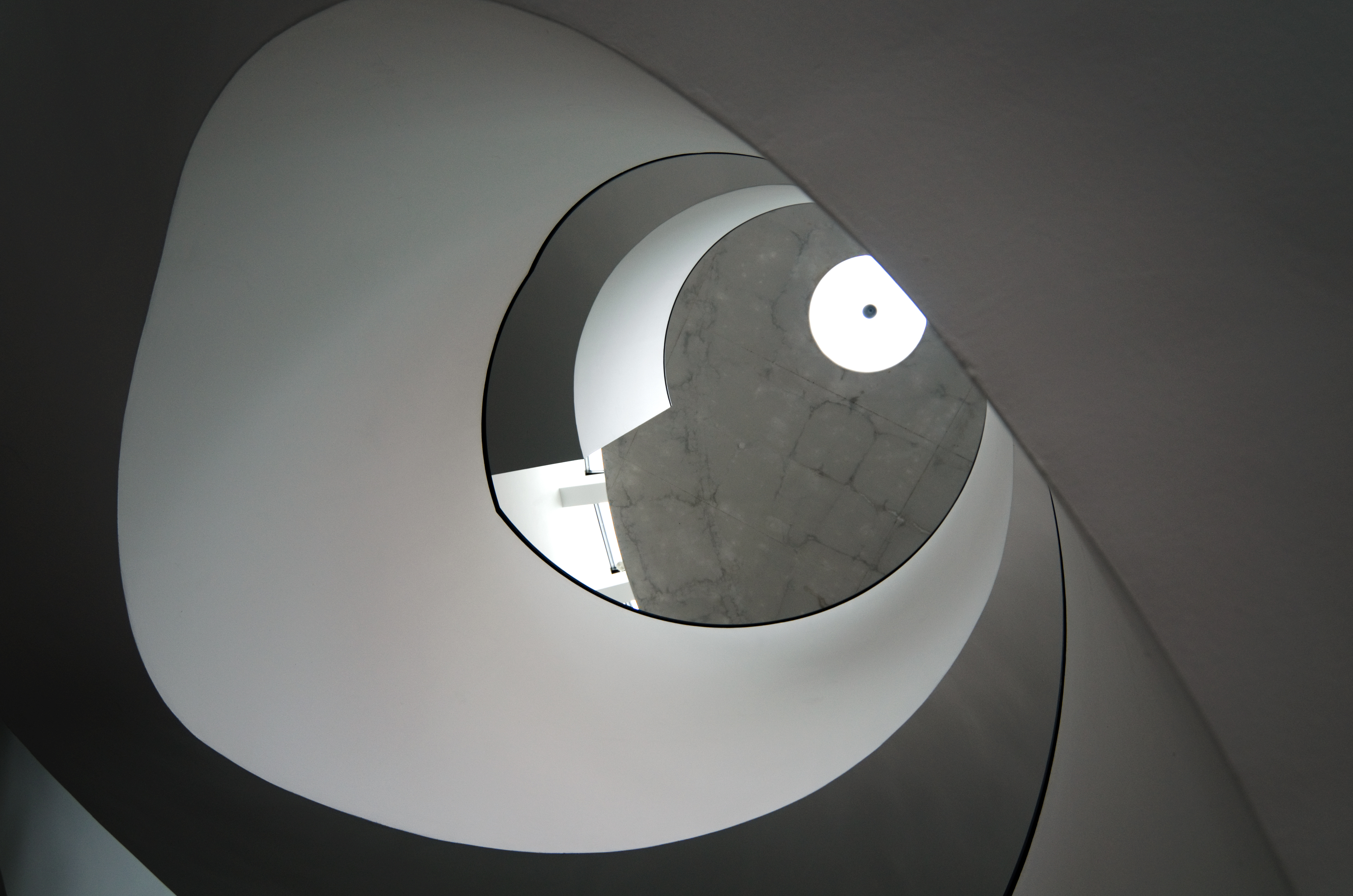
Le musée nouveau.

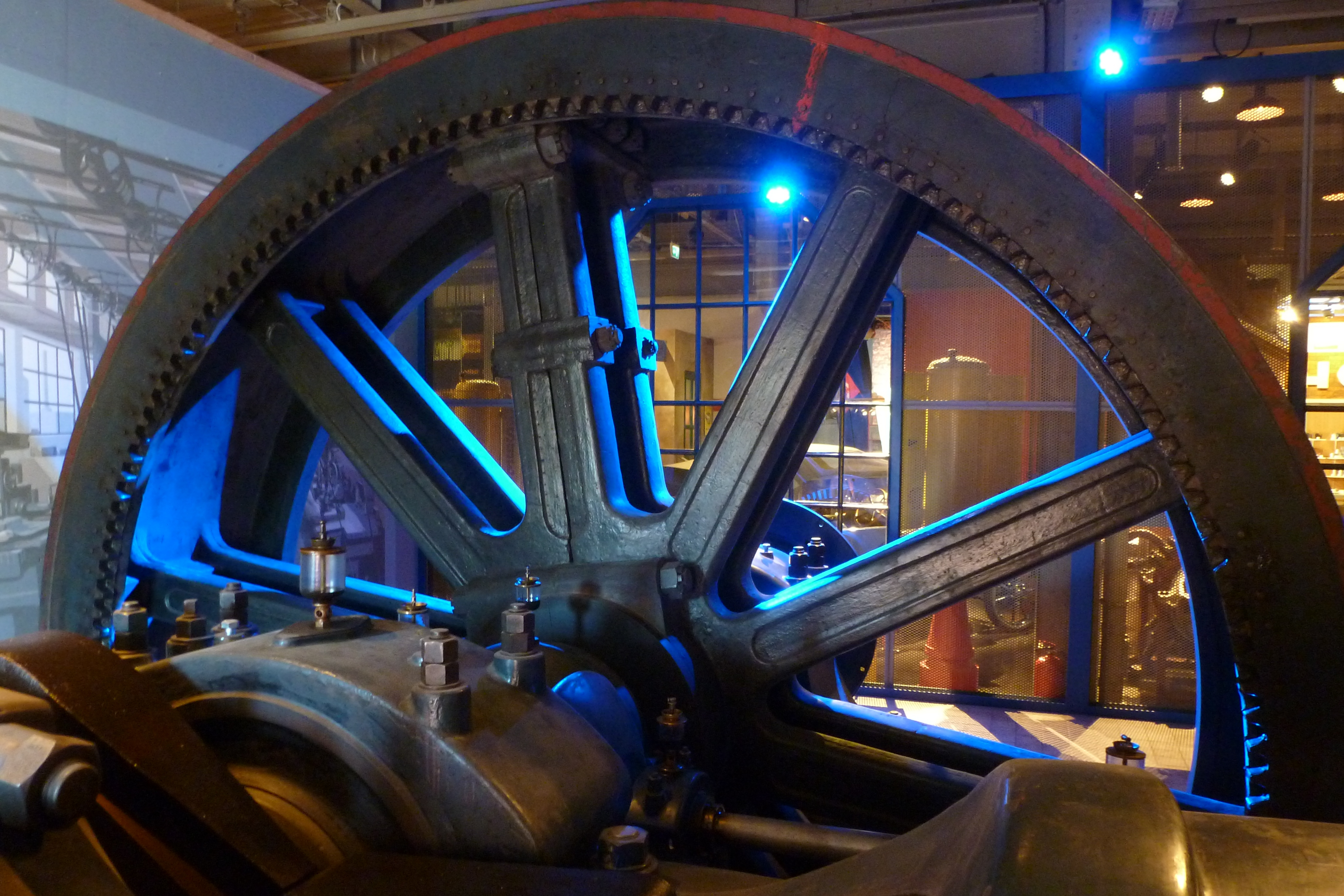
Au musée de l'industrie de Nuremberg. Octobre 2017.

- Le musée national germanique (Germanisches Nationalmuseum), fondé en 1852. Avec 25 000 pièces exposées parmi les millions qu'il possède, c'est le plus vaste musée consacré à la civilisation allemande au monde[18].
- Le musée nouveau (Neues Museum), consacré à l'art du design.
- La maison d'Albrecht Dürer (Albrecht-Dürer-Haus), lieu où le grand peintre est né.
- Le musée municipal (Fembohaus)
- Le musée du Jouet (Spielzeugmuseum). Nuremberg fabrique des jouets depuis le Moyen Âge. Jouets anciens et modernes y sont rassemblés, avec un espace pour les enfants.
- Le musée de culture industrielle (Museum Industriekultur)
- Le musée des Transports (Verkehrsmuseum)
- Le musée de la communication
- La rue des Droits de l'Homme (Straße der Menschenrechte, près du musée national germanique et créée par l'artiste Dani Karavan)
- Le Centre de documentation (Dokumentationszentrum Reichparteitagsgelände), qui retrace la montée du nazisme. On peut y voir des objets ayant appartenu à Hitler, dont un exemplaire de Mein Kampf. Rares sont les villes allemandes à être autant confrontées que Nuremberg à l'héritage historique de l'ère du national-socialisme. Aujourd'hui encore, on peut voir des édifices qui se dressent sur le Reichsparteitagsgelände, l'ancien site de rassemblement du parti du Reich, témoins de la folie des grandeurs du régime. Le Centre de documentation y a ouvert en 2001. La modernité de sa muséographie, la diversité des supports, sa richesse et sa qualité pédagogique permettent de comprendre les fondements du parti nazi, son développement, ainsi que l'histoire de la période nazie de la ville.
- Le musée du Procès de Nuremberg (Memorium Nürnberger Prozesse)
- Le musée d'Histoire Naturelle (Naturhistorisches Museum Nürnberg)

### Théâtre et orchestres

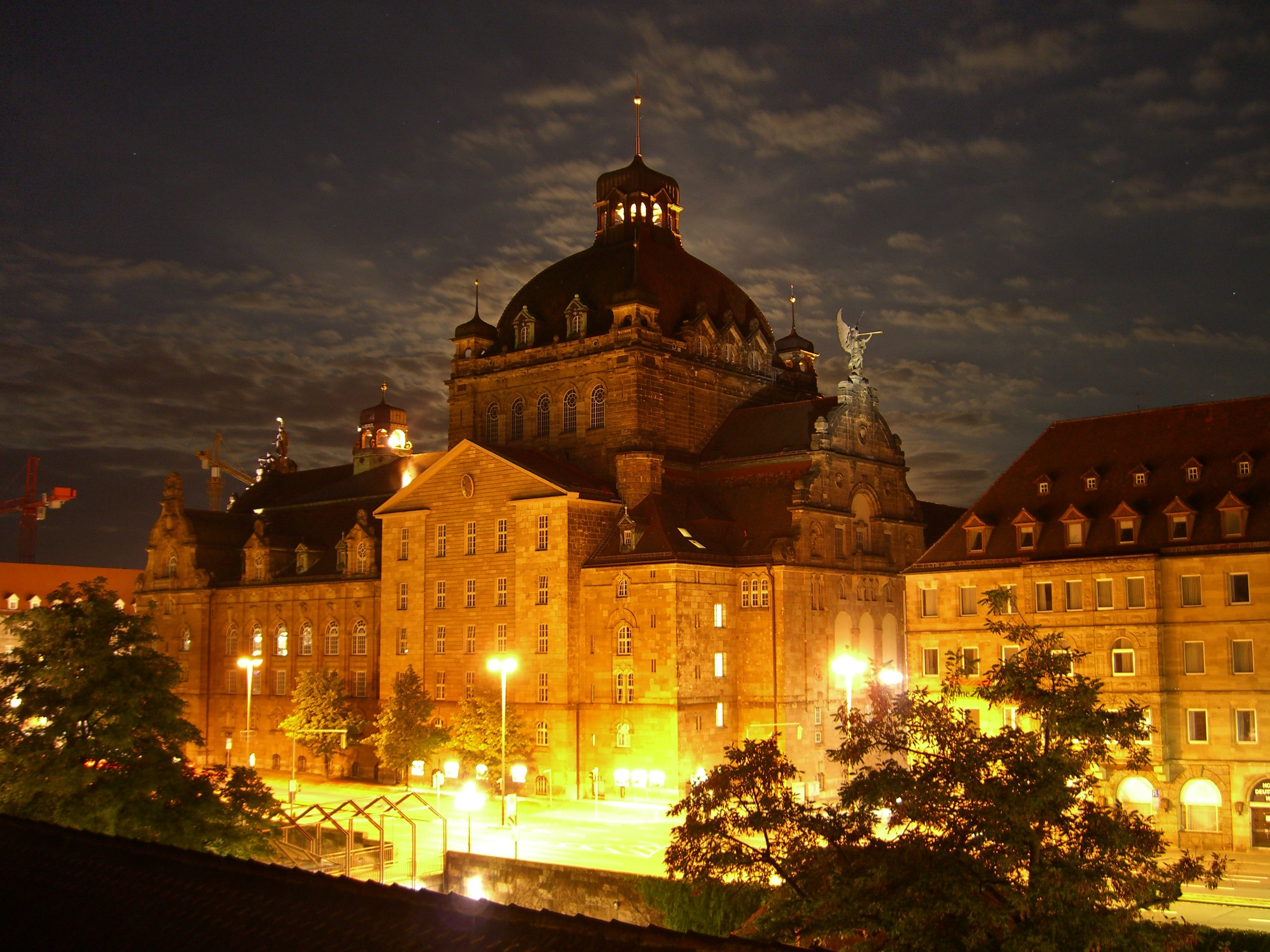
Le théâtre national de Nuremberg (Staatstheater).

- Le théâtre national de Nuremberg, fondé en 1906, est consacré aux œuvres lyriques, aux ballets et à l'Art dramatique. Le théâtre a donné 651 représentations (tous domaines confondus) pour un total de 240 000 spectateurs lors de la saison 2009/2010[19].
- L'Orchestre philharmonique de Nuremberg (Nürnberger Philharmoniker), dirigé par Christof Prick, est l'orchestre du théâtre national. Outre les représentations d'Opéra, il donne une série de concerts symphoniques dans la Meistersingerhalle.
- L'Orchestre symphonique de Nuremberg (Nürnberger Symphoniker), dirigé par Alexander Shelley, a son siège dans le Palais des Congrès du Reichsparteitagsgelände. Les concerts d'abonnement ont lieu dans la Meistersingerhalle. L'orchestre donne près de 100 représentations par an, pour un total de 180 000 spectateurs[20].

### Sport
- Le 1. FC Nürnberg est un club de football, qui a remporté le Championnat d’Allemagne 9 fois et la Coupe d'Allemagne 4 fois.
- Ice Tigers de Nuremberg (DEL), club de hockey sur glace.

### Gastronomie
Nuremberg est connue pour la cuisine franconienne, pour les fameuses saucisses de Nuremberg, les Nürnberger Bratwürste, ainsi que pour ses Lebkuchen, un genre de pain d'épices.

### Autres
- Cimetière du Sud, ouvert au début du XXe siècle en forme de parc paysager.

## Transports

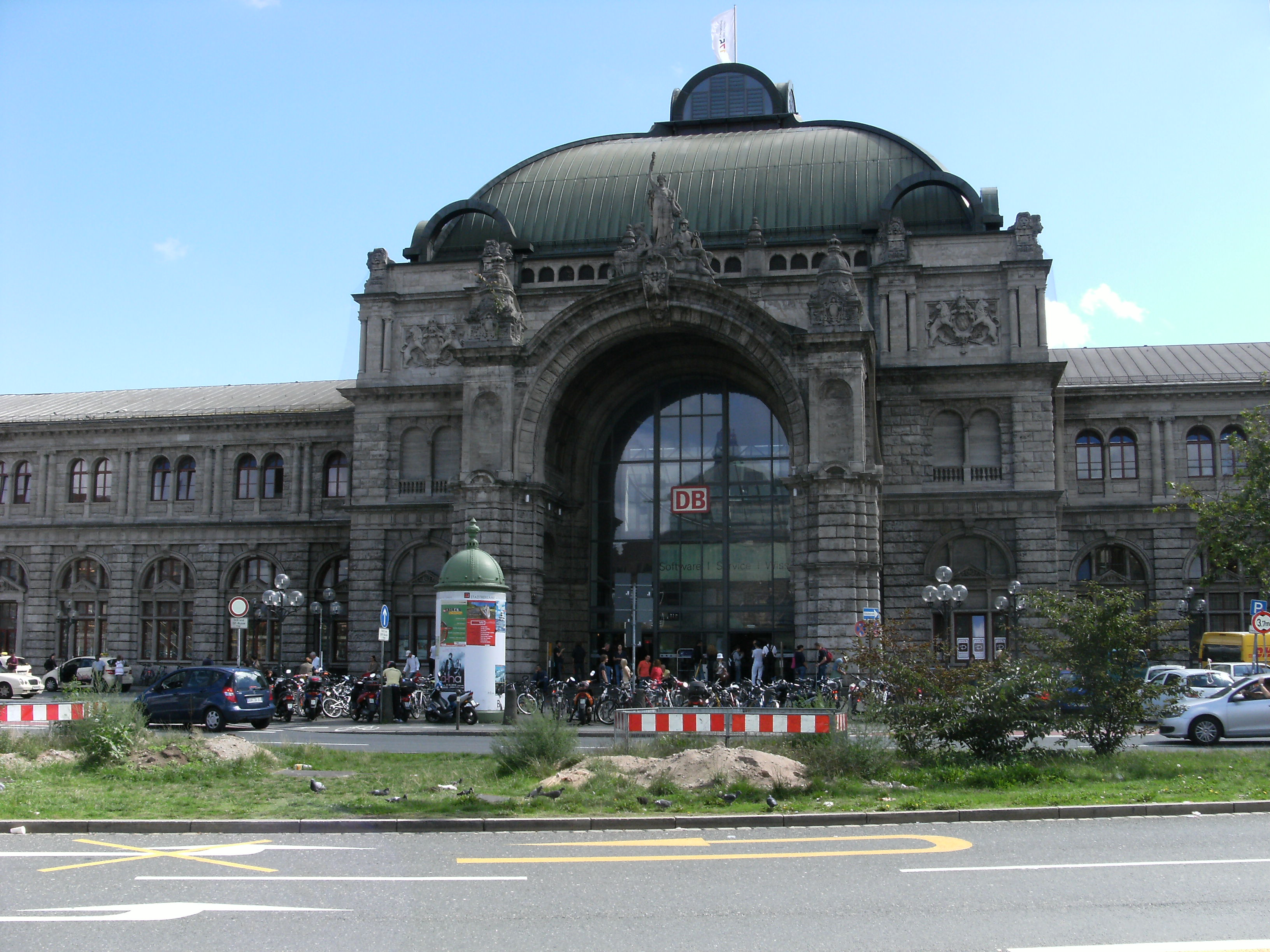
Gare centrale de Nuremberg.

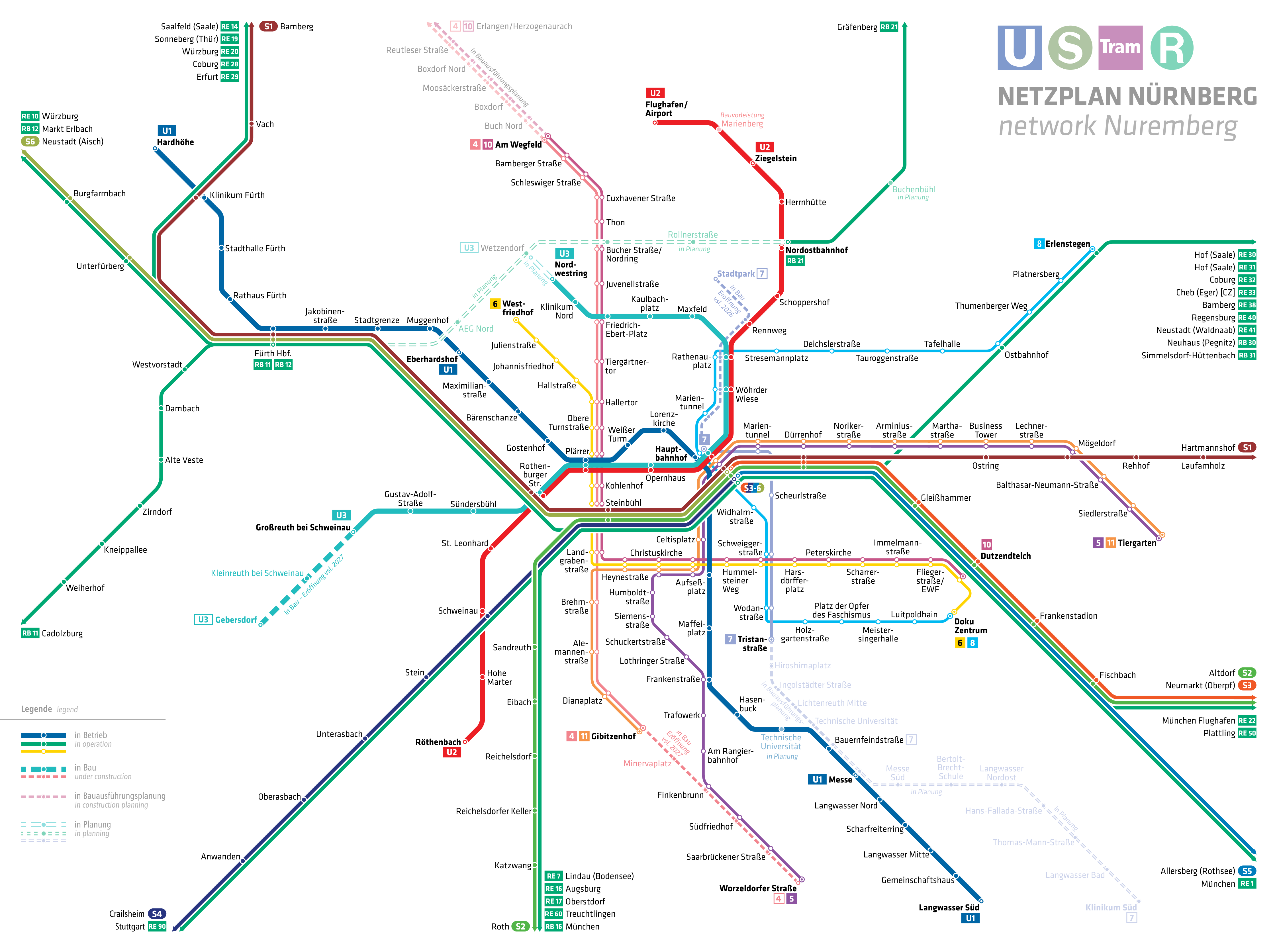
Plan du réseau de transport en commun.

La ville est desservie par la gare centrale et par l'aéroport de Nuremberg.
Elle compte un réseau de tramways, composé de six lignes, un réseau de métro de trois lignes, ouvert en 1972, ainsi qu'un réseau de S-Bahn (chemin de fer express urbain).

## Urbanisme
Nuremberg comporte un unique gratte-ciel, la Business Tower Nuremberg haute de 135 m.

## Jumelages

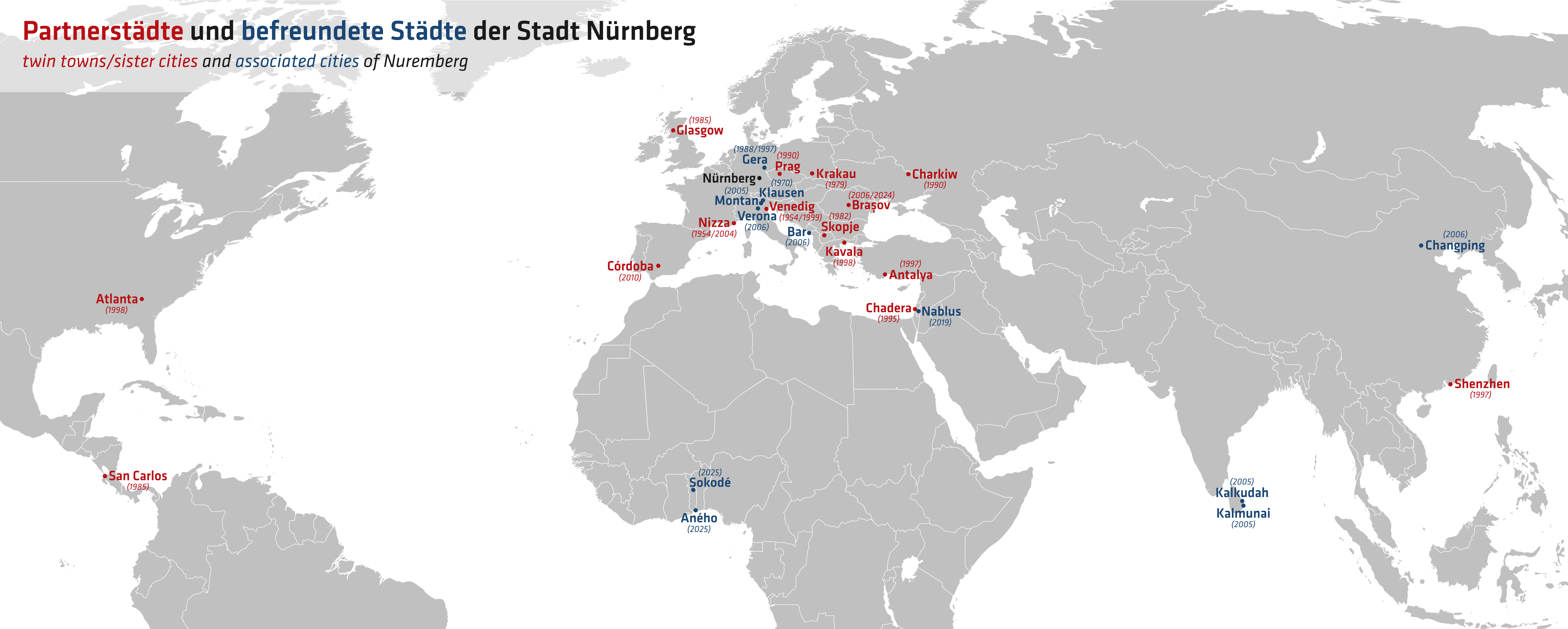
Jumelages

Nuremberg est jumelée avec 14 villes.
| - Nice (France) depuis 1954 - Venise (Italie) depuis 1954 - Cracovie (Pologne) depuis 1979 - Skopje (Macédoine) depuis 1982 - San Carlos (Nicaragua) depuis 1985 - Glasgow (Écosse) depuis 1985 - Gera (Allemagne) depuis 1988 (pacte d'amitié) - Prague (Tchéquie) depuis 1990 | - Kharkiv (Ukraine) depuis 1990 - Hadera (Israël) depuis 1995 - Antalya (Turquie) depuis 1997 - Shenzhen (Chine) depuis 1997 - Kavala (Grèce) depuis 1998 - Atlanta (États-Unis) depuis 1998 - Cordoue (Espagne) depuis 2010 |

## Personnalités liées à la ville
- Paul Juvenel (1579-1643), peintre baroque né à Nuremberg.
- Max Erdmannsdörfer (1848-1905), chef d'orchestre né à Nuremberg.